# Lockheed Martin F-35 Lightning II
El Lockheed Martin F-35 Lightning II (en español: Rayo II) es un avión de combate polivalente de quinta generación, monoplaza y con capacidad furtiva, desarrollado bajo el programa Joint Strike Fighter para reemplazar al F-16, al A-10, al F/A-18 y al AV-8B en misiones de ataque a tierra, reconocimiento y defensa aérea. Este avión fue diseñado en tres versiones distintas: el F-35A para despegue y aterrizaje convencional (CTOL); el F-35B, capaz de realizar despegues cortos y aterrizajes verticales (STOVL), y el F-35C, que es una variante naval capaz de operar desde portaaviones.
El F-35 es el descendiente del X-35 presentado por Lockheed-Martin al programa Joint Strike Fighter (JSF), en el que compitió contra el X-32 propuesto por Boeing. El 24 de octubre de 2001, el prototipo X-35 fue anunciado como vencedor del concurso, que traía aparejado un contrato de doscientos mil millones de dólares para fabricar el nuevo avión. En la financiación del programa colaboran, además de los Estados Unidos, el Reino Unido, Italia, Australia, Canadá, Dinamarca, Países Bajos, Noruega y Turquía, que aportan fondos adicionales. En su diseño y fabricación han colaborado un grupo de empresas aeroespaciales liderado por Lockheed Martin, con BAE Systems y Northrop Grumman como socios principales. El F-35 realizó su primer vuelo el 15 de diciembre de 2006.
Estados Unidos tiene intención de adquirir un total de 2443 aviones F-35, por un valor estimado de 323 000 millones de dólares, haciendo de este el programa de defensa más caro de la historia. Los datos del presupuesto de la Fuerza Aérea de los Estados Unidos para el año 2010 proyectaban que el F-35 tendría un coste unitario de entre 89 y 200 millones de dólares para el número previsto de aviones producidos. Las estimaciones de costes se han elevado desde entonces hasta los 382 000 millones de dólares para 2443 aviones, a un promedio de 150 millones de dólares cada uno. El aumento de costes del programa ha creado dudas sobre el número real de ejemplares del F-35 que serán producidos para Estados Unidos. En febrero de 2011, el Pentágono fijó un precio de 207,6 millones para cada uno de los 32 aviones que serían adquiridos durante el año fiscal 2012, elevándose el precio a 304,15 millones si se incluía en el coste la parte proporcional de los gastos en investigación, desarrollo, pruebas y evaluación.
Posteriormente se ha conseguido reducir en gran medida el precio unitario de la aeronave. En 2019, Lockheed-Martin firmó un acuerdo de compraventa de 478 F-35A con la Fuerza Aérea de los Estados Unidos por debajo de 80 millones de dólares por unidad. Esto ha permitido que varios países, como Polonia, se hayan interesado en adquirir este avión de combate al reducirse su coste, eliminando así una parte de la polémica que existe sobre el proyecto.

## Desarrollo

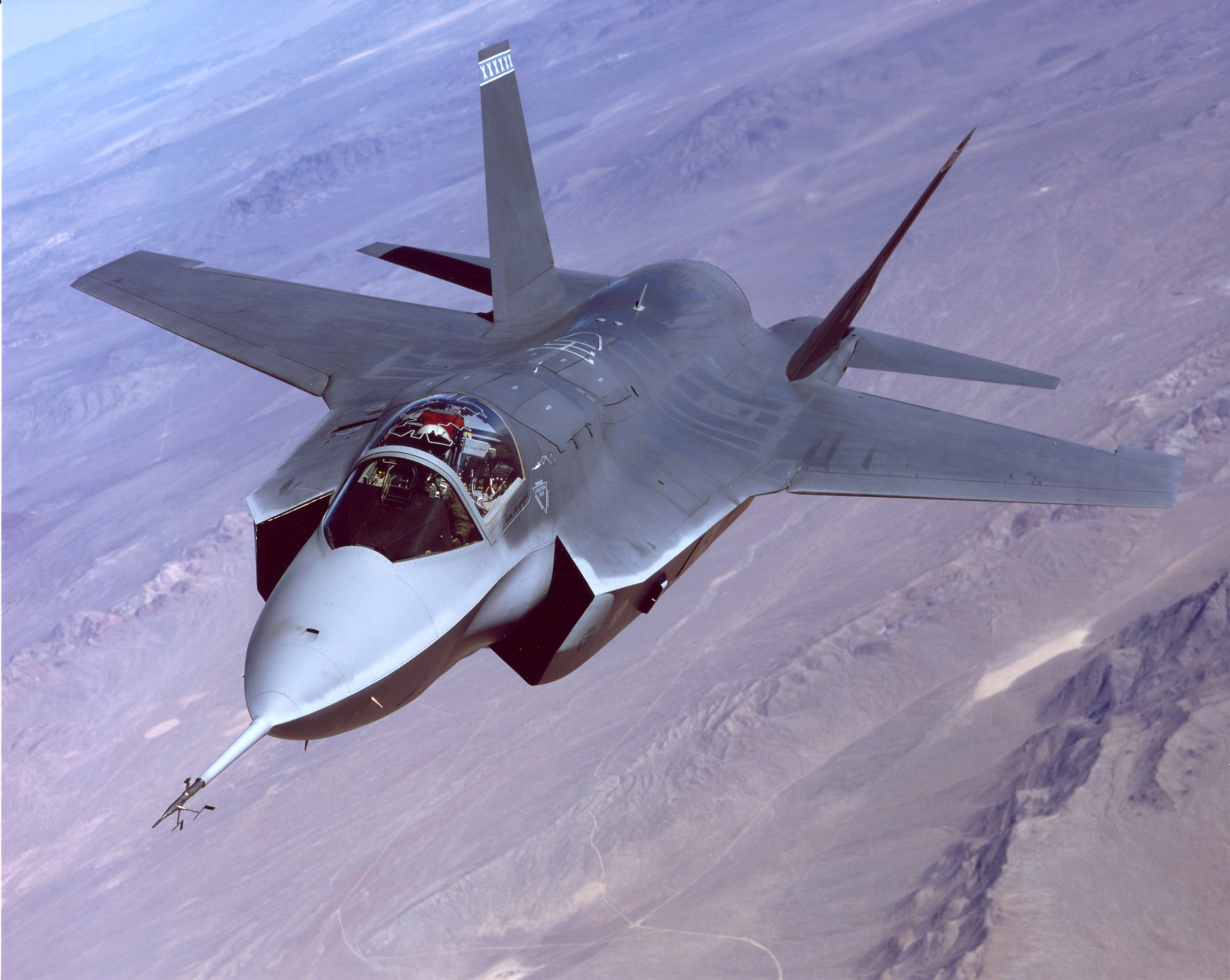
X-35A JSF realizando pruebas de vuelo en la Base Aérea Edwards en California.

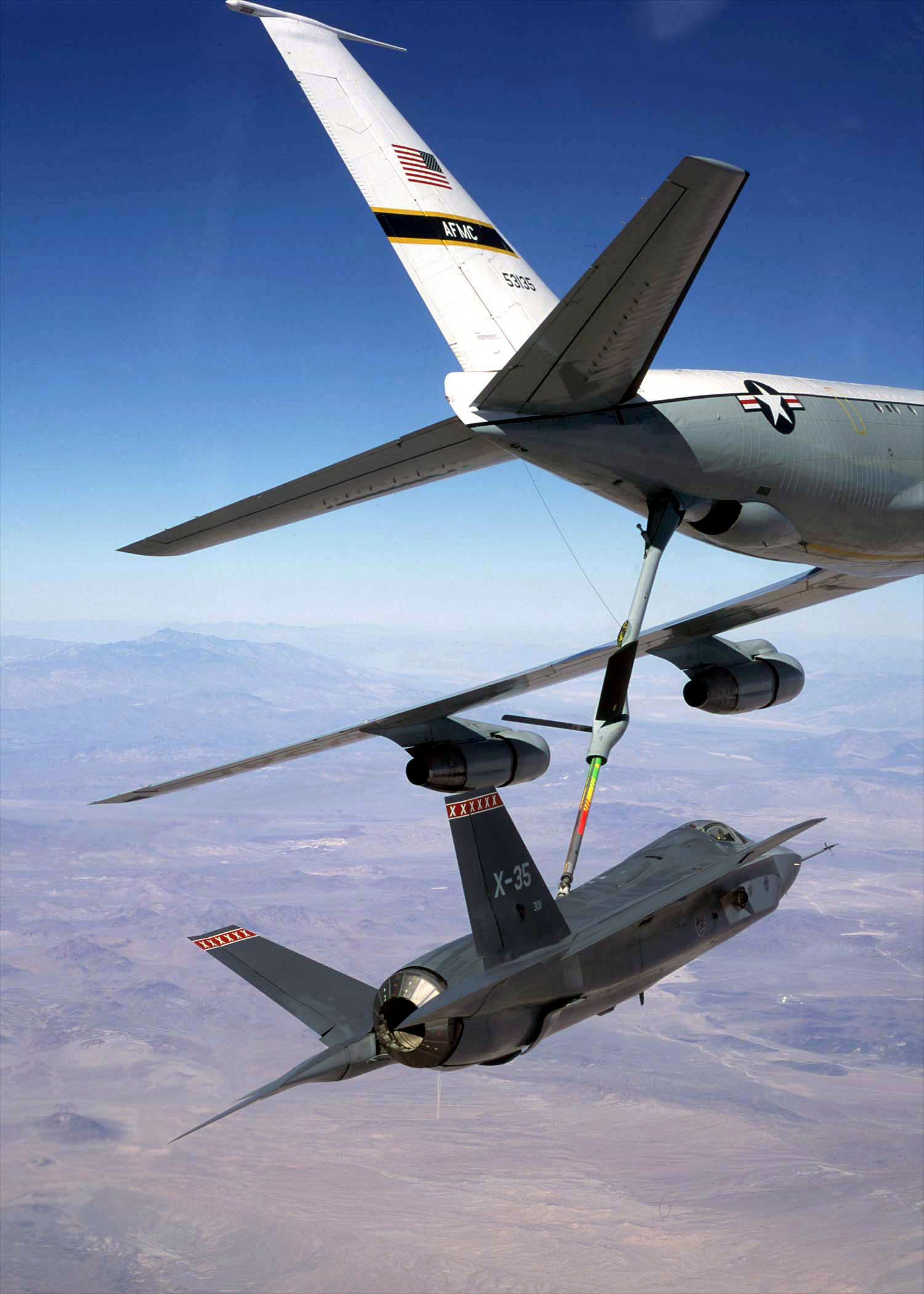
Prueba de reabastecimiento en vuelo del X-35A.

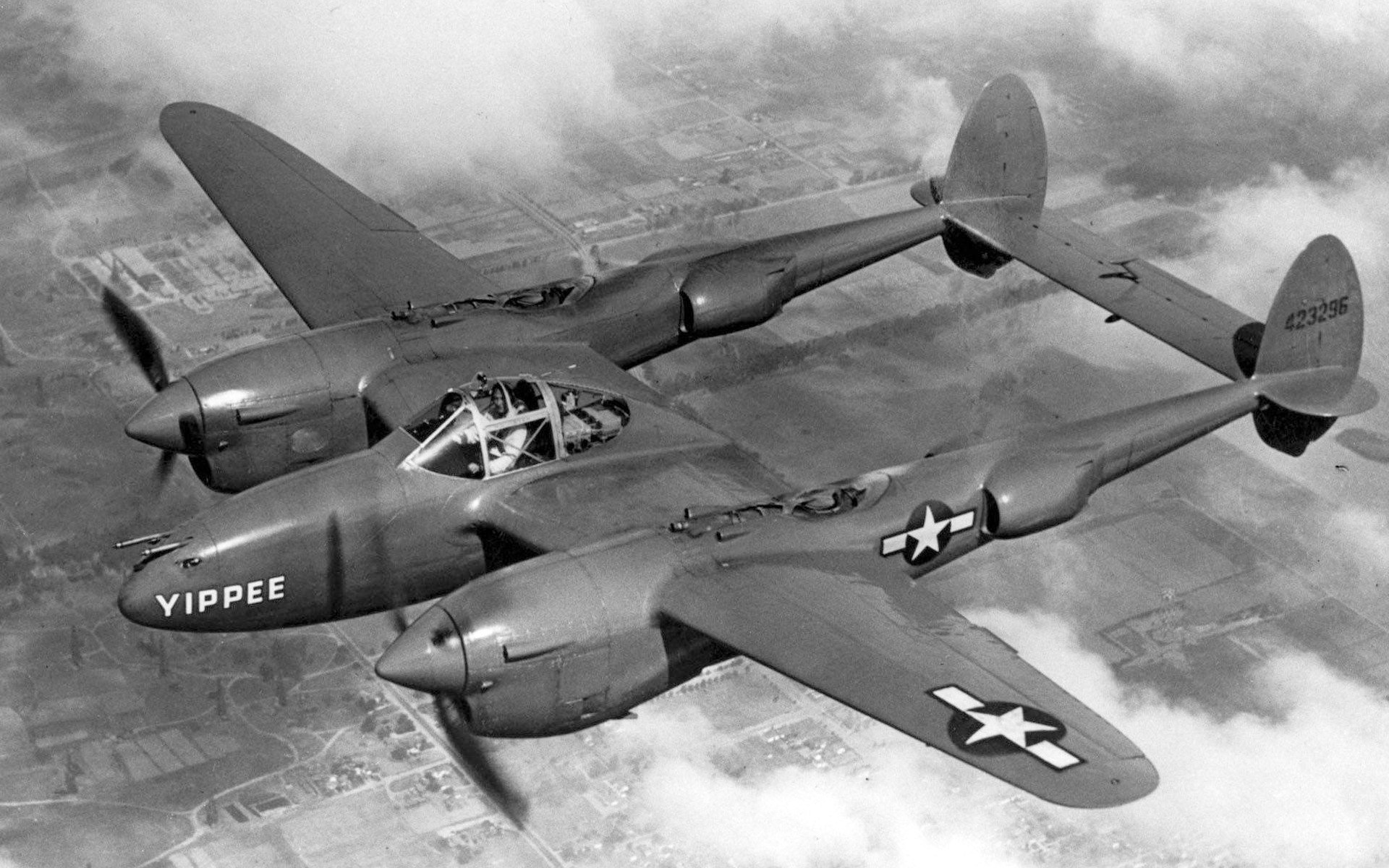
Lockheed P-38 Lightning, avión del que toma nombre el F-35 Lightning II.

### ProgramaJoint Strike Fighter
En 1993, la Agencia de Investigación de Proyectos Avanzados en Defensa, más conocida por el acrónimo DARPA (siglas en inglés de Defense Advanced Research Projects Agency), presentó las bases del programa Common Affordable Lightweight Fighter (CALF). El objetivo de dicho programa era el de desarrollar un avión con tecnología furtiva (indetectable por radares enemigos) para reemplazar a todos los aviones ligeros de caza y ataque al suelo del Departamento de Defensa de los Estados Unidos. Este proyecto contemplaba la sustitución de los F-16 Fighting Falcon de la Fuerza Aérea, los F/A-18 Hornet de la Armada y del Cuerpo de Marines y los AV-8B Harrier II del Cuerpo de Marines. A finales de 1993 fue también presentado el proyecto Joint Advanced Strike Technology (JAST) para reemplazar al veterano avión de ataque A-10 Warthog y a los F-16 en ese rol. En 1994 el Congreso de los Estados Unidos ordenó que ambos proyectos se uniesen bajo el nombre de Joint Strike Fighter.

Diversas compañías tomaron parte en las primeras fases del programa, que se basaba en el diseño preliminar del concepto de aeronave propuesto, para luego presentarlo al Departamento de Defensa y someterlo a su examen. Sin embargo, el 16 de noviembre de 1996 únicamente los fabricantes Boeing y Lockheed Martin lograron el contrato para el desarrollo que les permitiría producir sus dos propuestas. En dicho contrato se establecía que los aviones de combate debían demostrar cualidades para el despegue y aterrizaje convencional (CTOL), capacidad para despegar y aterrizar en portaaviones y capacidad para el despegue corto y aterrizaje vertical (STOVL).
Uno de los aspectos novedosos de dicho programa de desarrollo fue la prohibición que el Gobierno de Estados Unidos impuso a ambas compañías de financiar sus proyectos con recursos propios. Cada fabricante recibió 750 millones de dólares para desarrollar y producir los dos prototipos, incluyendo además la aviónica, software y hardware. Este límite presupuestario tenía como objetivo que las empresas adoptasen técnicas de fabricación menos costosas, a la vez que también se evitaba que tanto Boeing como Lockheed Martin entrasen en una fuerte y costosa pugna que podría llevar al perdedor del concurso a la bancarrota. Finalmente los proyectos que se presentaron fueron el X-32 y el X-35.
El programa Joint Strike Fighter (JSF) se creó para reemplazar varios aviones mientras se limitaban los costes de desarrollo, producción, operación y mantenimiento. Su propósito era fabricar tres variantes de un avión que compartirían un 80 % de partes comunes:
- F-35A, una variante de aterrizaje y despegue convencional (CTOL), destinada a reemplazar a los F-16 Fighting Falcon de la Fuerza Aérea de los Estados Unidos.
- F-35B, variante con capacidad de aterrizaje vertical y despegue corto (STOVL), que reemplazaría a los F/A-18 Hornet del Cuerpo de Marines de los Estados Unidos, los AV-8 Harrier del Cuerpo de Marines y de la Marina de Italia y los Harrier GR.7/GR.9 de la Real Fuerza Aérea y la Marina Real británica.
- F-35C, versión naval (CATOBAR), que sustituiría los modelos A, B, C y D de los F/A-18 Hornet de la Armada de los Estados Unidos.

En octubre de 2001 se hizo público el vencedor del programa JSF, resultando ganador el X-35 frente al Boeing X-32. Los oficiales del Departamento de Defensa estadounidenses y del Ministro de Defensa británico afirmaron que el X-35 superó continuamente al X-32 durante toda la fase de pruebas, aunque ambos habían alcanzado e incluso excedido los requisitos exigidos inicialmente. La designación oficial del caza como F-35 fue una sorpresa para Lockheed, que en sus documentos internos se refería al avión como "F-24".

### Nombre
El 7 de julio de 2006, la Fuerza Aérea de los Estados Unidos anunció oficialmente que el nombre del F-35 sería Lightning II, en honor al bimotor P-38 Lightning de la Segunda Guerra Mundial, también fabricado por Lockheed, así como al reactor de la Guerra Fría Lightning. Se da la circunstancia que la división aeronáutica de English Electric fue una de las fundadoras de British Aircraft Corporation, que a su vez fue la precursora de British Aerospace (BAe), socia prioritaria de Lockheed Martin en el programa JSF.

### Participación internacional

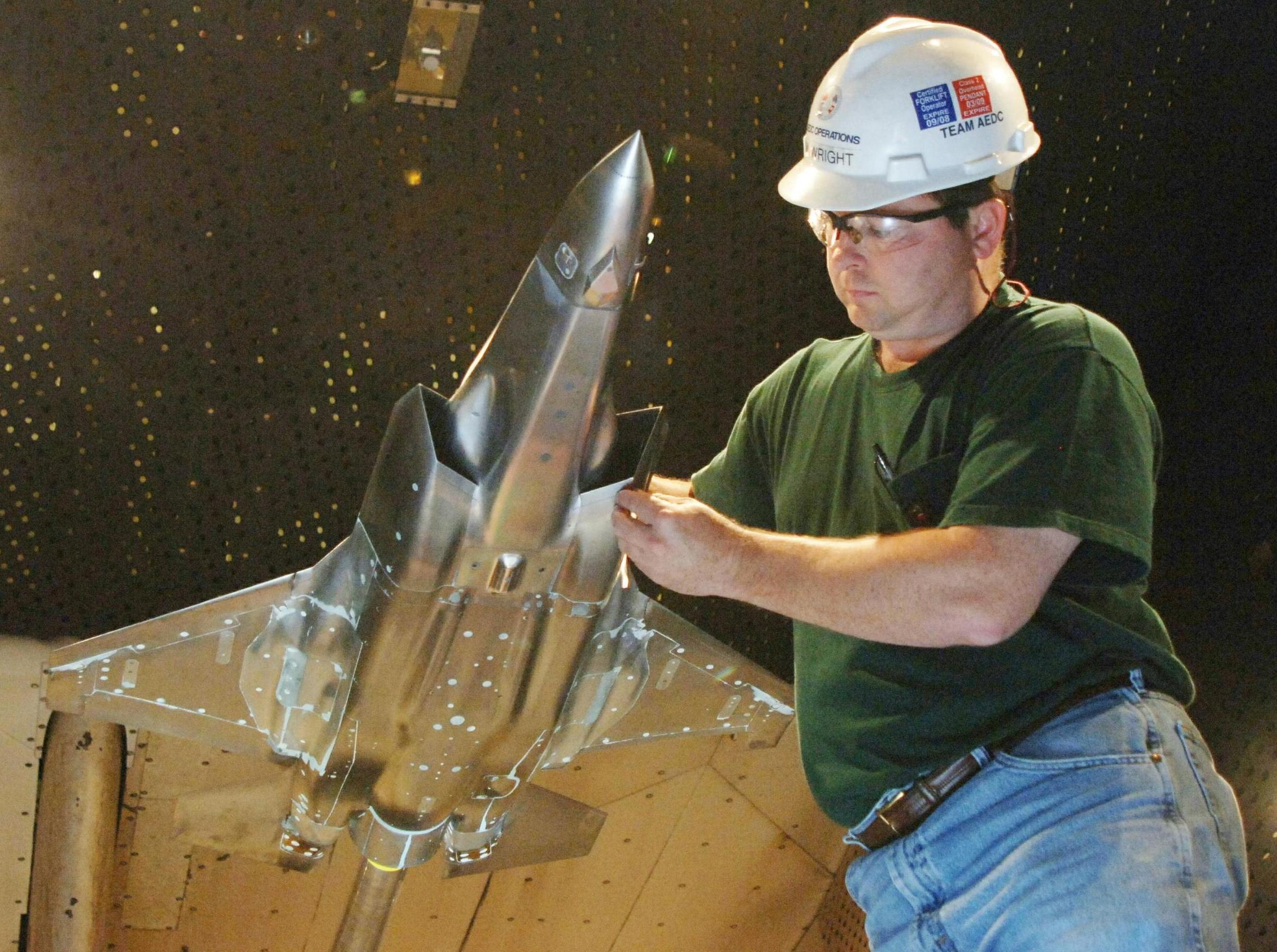
Un modelo a escala del F-35 para comprobar la aerodinámica en un túnel de viento.

Los principales clientes y patrocinadores del programa son los Estados Unidos y el Reino Unido. Además, otras siete naciones (Países Bajos, Italia, Australia, Canadá, Dinamarca, Noruega y Turquía) han contribuido económicamente al desarrollo de avión, sin fijar una decisión de compra en firme. Se estima que los costes totales del programa de desarrollo superaron los 44 800 millones de dólares estadounidenses (USD), mientras que la fabricación de los 2457 aviones previstos supondrá un coste de 400 000 millones de dólares, el doble de lo previsto inicialmente.

La participación internacional en el proyecto se clasifica en tres categorías. El Reino Unido es el único socio de «Nivel 1», contribuyendo con 2 500 millones de dólares, alrededor del 10 % de los costes de desarrollo. Los socios de «Nivel 2» son Italia, que contribuye con 1 000 millones de dólares y los Países Bajos, con 800 millones. Los socios de «Nivel 3» son Canadá, con 440 millones de dólares; Turquía, con 175 millones USD; Australia, con 144 millones USD; Noruega, con 122 millones y Dinamarca, con 110 millones de dólares. Los niveles reflejan la participación financiera en el programa, la cantidad de tecnología transferida y subcontrataciones abiertas para empresas nacionales, así como el orden de prioridad de los países en la adquisición de los aviones.
Algunos países socios han dudado en sus compromisos públicos respecto al programa JSF, insinuando o alertando sobre su abandono del proyecto a menos que recibiesen más subcontratas o transferencias de tecnología. Noruega ha amenazado en varias ocasiones con retirar su apoyo a menos que se proporcionasen garantías de un incremento en la participación industrial en el programa. A pesar de estas amenazas, Noruega ha firmado todos los memorandos de entendimiento, incluyendo el que detalla la fase de producción del programa JSF. Sin embargo, también han indicado que incrementarán y reforzarán su cooperación con los programas competidores del JSF, en concreto con el Typhoon y el Gripen.
La decisión de Turquía de adquirir el sistema de defensa antiaérea ruso S-400 hizo que Estados Unidos decidiera apartar a Turquía del programa del caza F-35. Los fabricantes turcos que se encargan de fabricar piezas del caza F-35 serían sustituidos. El centenar de aviones F-35 que Turquía iba a comprar queda por saber si se absorberán por los clientes actuales o se destinarán a nuevos clientes.

### Pruebas
El 19 de febrero de 2006 fue presentado el primer F-35A en Fort Worth (Texas). El avión fue sometido a pruebas en tierra en la Base Aérea de Edwards en el otoño de 2006. El 15 de septiembre de ese año, el primer motor turbofán F135 fue probado en una estructura del avión, completando las pruebas el 18 de septiembre tras un ensayo estático con postquemador. Las pruebas de motor se realizaron al mismo tiempo que el F-35 era completamente funcional con sus propios sistemas de propulsión. El 15 de diciembre de 2006, el F-35 completó su primer vuelo.

### Críticas
El desmedido aumento de costes del programa le ha hecho acreedor de severas críticas y ha motivado que varias fuerzas aéreas se replanteen su compra o hayan reducido sustancialmente el número de unidades encargadas. Asimismo, los múltiples problemas de diseño evidenciados durante el periodo de pruebas han sembrado serias dudas sobre la viabilidad operativa del avión y sobre la aparente incapacidad de Lockheed Martin de solventar esos fallos antes del pase del programa a la fase de producción.".
En realidad, el problema es que el gobierno decidió concebir un solo avión en tres variantes, en vez de aparatos específicos para cada rama de las fuerzas armadas, y comenzar a producirlo antes de finalizar su desarrollo (en junio de 2021 quedaban 864 fallos, 8 de los cuales eran críticos). Se podría así haber limitado a dos diseños: uno en versión terrestre y CATOBAR (como el Rafale), y otro STOVL. Tratar de combinar los 3 resulta además en una motorización ineficiente (y el estado no publicó oficialmente la TSFC del Pratt & Whitney F135 que ahora quiere reemplazar como paliativo).
Unas filtraciones ocurridas en julio de 2015 revelaron que el F-35 había sido superado en un combate aéreo cercano simulado por el General Dynamics F-16, cuyo diseño se remonta a la década de los setenta. El Pentágono reconoció que el motivo del fracaso del F-35 en esa escaramuza fue por carecer de la capa de pintura antirradar con la que sí estarán equipadas las unidades de serie.
Para algunos, la forma furtiva física es un concepto obsoleto ya que se ha traducido en aviones con pobres características de vuelo y el futuro es electrónico, como en el Gripen E.
Además, el mantenimiento se encarece por falta de acceso a ciertos datos técnicos por parte de los operadores.
Es un vector nuclear, lo cual abre la puerta a ampliar la compartición nuclear en el futuro.

### Problemas
Las fuerzas aéreas aliadas descubrieron con sorpresa cómo todos los datos de sus recién adquiridos F-35 se transferían directamente hacia los servidores de Lockheed Martin y la USAF, tras cada vuelo. El motivo es el sistema de información logístico autónomo (ALIS), que controla de forma autónoma todos los aspectos del F-35, permitiendo solicitar las piezas de repuesto necesarias por sí mismo, controlar las órdenes de trabajo, seguir las reparaciones y hasta realizar los informes de las misiones.
Todas estas funciones suponen un paso adelante en la gestión de la flota, mantenimientos y controles necesarios en una aeronave tan compleja. Pero son al mismo tiempo un agujero por donde fluyen todos los datos de cada operación y vuelo que realiza cada F-35 extranjero. Toda la información del vuelo, de la misión y de la propia salud de cada aparato terminan en manos estadounidenses de forma automática. La pérdida y sumisión de datos soberanos de cada fuerza aérea han provocado la amenaza por parte de varios países de abandonar el programa del F-35 mediante un ultimátum lanzado al Departamento de Defensa estadounidense. La solución a este problema fue que en 2018 Lockheed Martin adjudicó un contrato de 26 millones de dólares para blindar los datos de los aviones comprados por otros países.

## Diseño

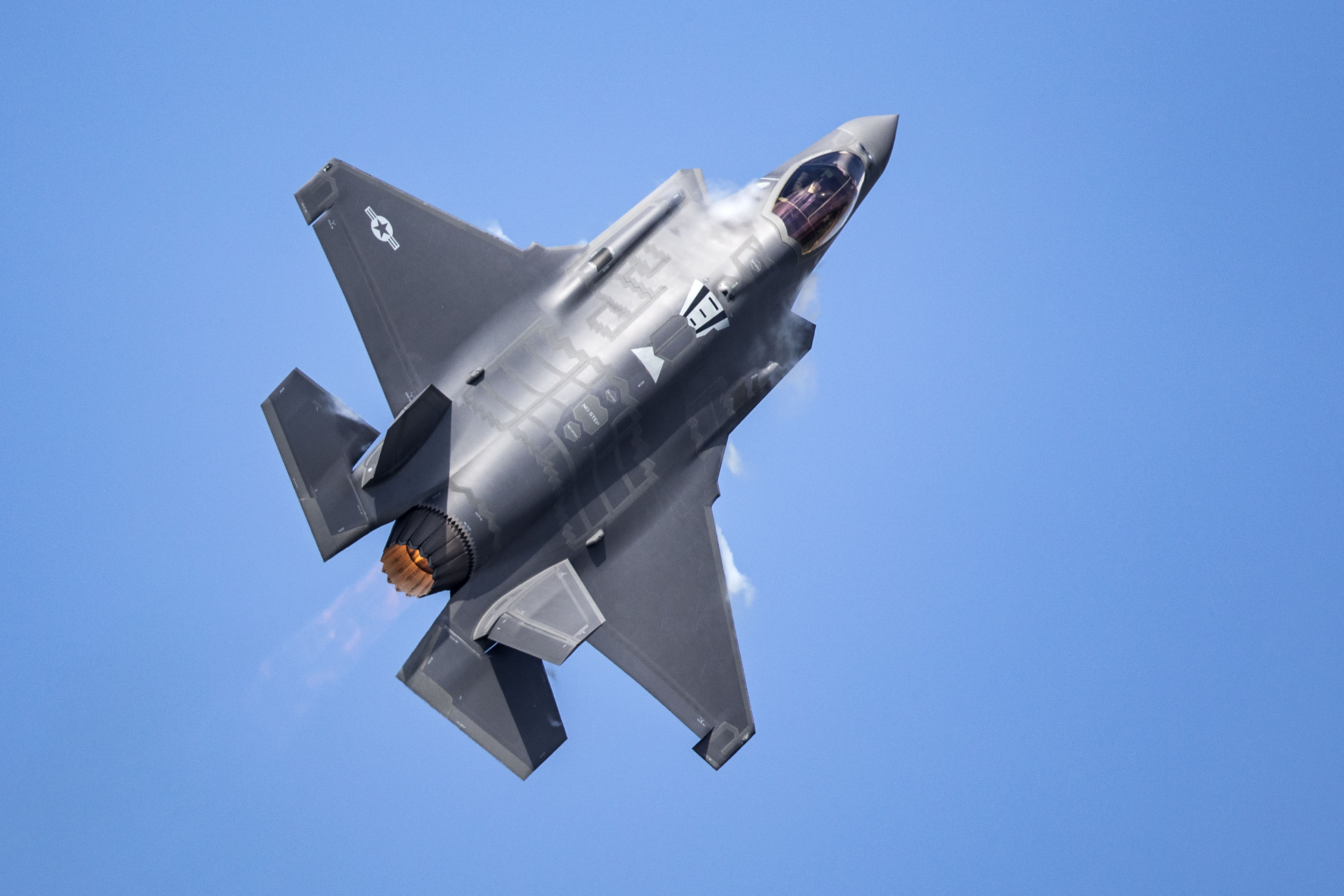
USAF F-35A en RAF Fairford para RIAT 2018.

El F-35 es un caza de peso medio y monomotor, parece una versión más pequeña, más convencional y con un solo motor, del F-22 Raptor pesado y bimotor, y de hecho ambos modelos comparten muchos elementos comunes. Lockheed se asoció con Yakovlev en los años 90 debido a la competencia ejercida por empresas como McDonnell Douglas y British Aerospace en las fases iniciales del concurso JSF estadounidense, haciéndose de esta manera con la última tecnología rusa desarrollada para el Yak-141, un caza supersónico experimental de despegue vertical que nunca se fabricó en serie, cuyo proyecto para la Armada rusa fue abandonado por falta de presupuesto, necesitaba más años de investigación y desarrollo, pruebas de vuelo y más tecnología, como la asistencia de vuelo por computadora, que en esa época estaba en su primer nivel de desarrollo.
La motorización de aviones de despegue vertical es muy compleja y Lockheed Martin no disponía de esa tecnología, desarrollada durante muchos años de pruebas en la década de 1970 por Reino Unido con el Harrier y la Unión Soviética con el Yak-38 (algunos prototipos construidos a finales de la década de 1960), que fue un demostrador tecnológico operativo para despegues verticales sobre la cubierta de un portaaviones, pero con muchas limitaciones en velocidad, alcance, autonomía de vuelo y capacidad de carga de armas. El F-35 es el desarrollo final de más de 30 años de pruebas de aviones de despegue vertical.
El acuerdo con Yakovlev, anunciado en el verano de 1995, le ahorró a Lockheed millones de dólares en costes de desarrollo, muchos años de investigación y desarrollo, pruebas de vuelo y problemas asociados al desarrollo de un nuevo diseño de avión tan sofisticado, actualmente es el avión más moderno de producción en serie en el mundo. Otros de los aspectos innovadores en el diseño del F-35 son su tecnología stealth, duradera y de sencillo mantenimiento; su tobera de empuje vectorial, una aviónica integrada para combinar la información externa e interna y aumentar la alerta situacional del piloto, mejorar la identificación y uso de armamento y transmitir la información con velocidad a otros aviones o centros de control y mando, o la integración en el casco de toda la información proporcionadas por las pantallas y en sustitución del tradicional HUD.
La versión F-35B corría el riesgo de incumplir los requisitos de rendimiento debido a que excedía en una tonelada métrica (un 8 % del total) el peso máximo fijado en las especificaciones. Como respuesta, Lockheed Martin añadió más potencia al motor y aligeró el avión reduciendo la bodega de armas, reenviando parte de la potencia de las toberas secundarias a la principal y rediseñando la cubierta de las alas, partes del sistema eléctrico y la parte inmediatamente posterior a la cabina.

### Sensores y aviónica

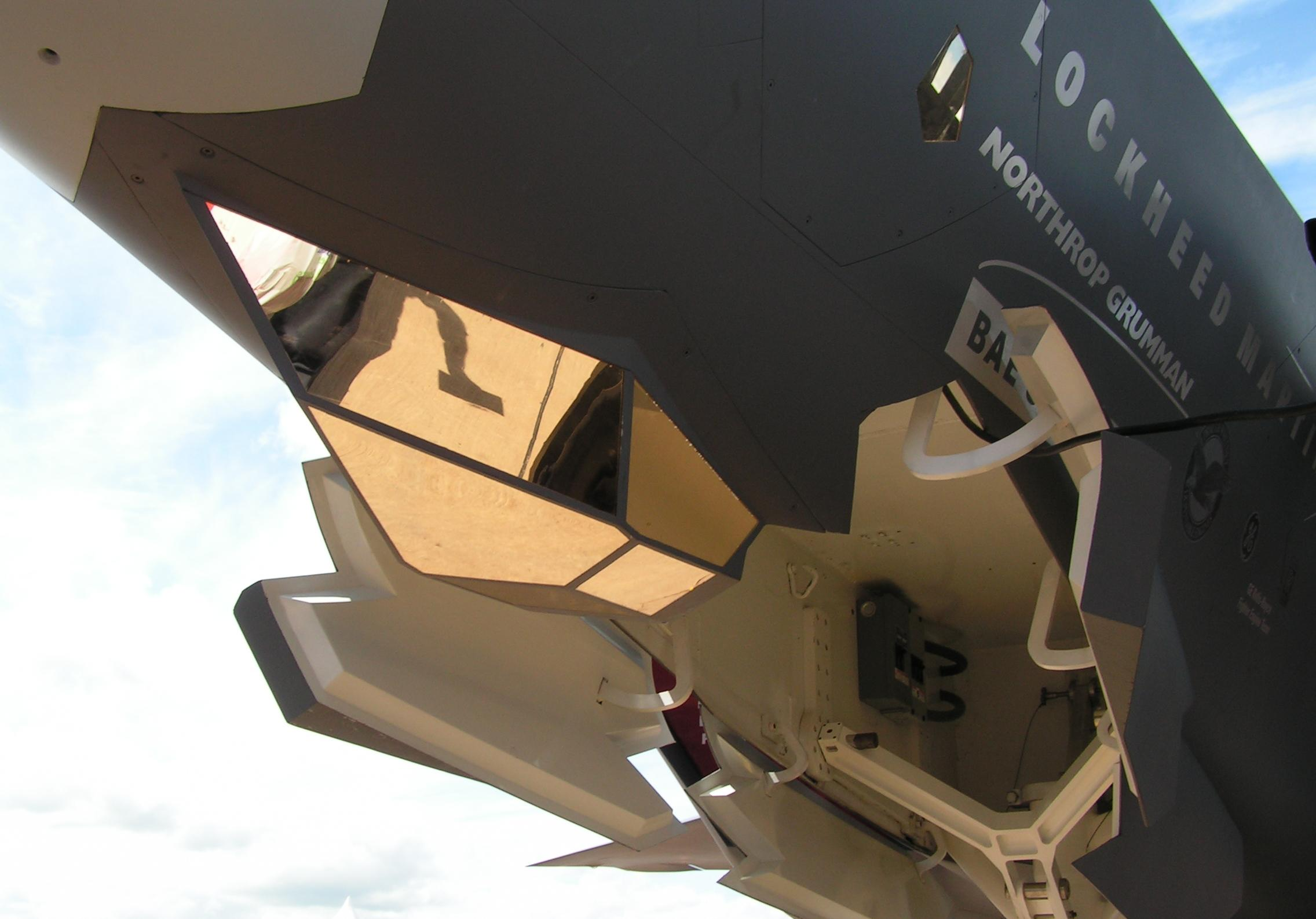
Sistema de designación de blancos electro-óptico (EOTS) bajo el morro de una maqueta a escala real de un F-35.

El conjunto de sensores y equipos de comunicaciones del F-35 está destinado a facilitar la conciencia situacional, el mando y control y la capacidad de guerra centrada en redes. El principal sensor a bordo del F-35 es su radar activo de barrido electrónico AN/APG-81, diseñado por Northrop Grumman Electronic Systems. El radar está acompañado por un sistema de designación de blancos electro-óptico diseñado por Lockheed Martin, conocido por su acrónimo en inglés EOTS (Electro-Optical Targeting System), que va montado bajo el morro del avión. Este proporciona las mismas capacidades que el contenedor de designación de blancos Lockheed Martin Sniper XR, pero manteniendo la baja detectabilidad del avión.
El F-35 cuenta con seis sensores infrarrojos pasivos adicionales distribuidos por toda la aeronave como parte del sistema de apertura distribuido o DAS (Distributed Aperture System) Northrop Grumman AN/AAQ-37, que actúa como un sistema de alerta de aproximación de misiles, informa de los lugares de lanzamiento y detecta y rastrea la aproximación de aeronaves en torno al F-35, reemplazando además a las tradicionales gafas de visión nocturna para navegación y operaciones de noche o en condiciones de luz reducida. El equipo de sistemas de guerra electrónica AN/ASQ-239 Barracuda del F-35 está diseñado por BAE Systems e incluye componentes de Northrop Grumman. El equipo de comunicaciones, navegación e identificación o CNI (Communications, Navigation and Identification) está también diseñado por Northrop Grumman e incluye el enlace de datos avanzado multifunción MADL (Multifunction Advanced Data Link). El F-35 será el primer caza a reacción con fusión de sensores que combina el rastreo por radiofrecuencia y por infrarrojos para una detección e identificación de blancos continua en todas las direcciones y que es compartida a través de MADL con otras plataformas, sin comprometer la baja detectabilidad del avión. Los sensores del F-35 han sido diseñados e integrados para proporcionar una imagen coherente de la realidad en torno al avión y estar disponibles en principio para su uso de cualquier modo y en cualquier forma posible. Todos los sensores influyen directamente en los procesadores principales para apoyar la misión del avión. Por ejemplo, el AN/APG-81 no sólo funciona como un radar multimodo, sino también como parte del sistema de guerra electrónica del avión.

### Materiales

Estructura de un nanotubo de carbono.

El F-35 está compuesto por varios materiales, como el titanio, el aluminio o la fibra de carbono. En su desarrollo se han empleado nuevas técnicas de elaboración de estos materiales, como el procesado del titanio por criogenización, que hace a este material más resistente y ligero, o el uso por primera vez en la aviación de los nanotubos de carbono, utilizados en los carenados de las puntas alares.

### Mejoras

#### Motor
Las mejoras en las que Pratt & Whitney está trabajando darán mayor potencia y mejorará la refrigeración del motor del F-35, haciendo que el avión sea más potente.

#### Sistemas
Se han detectado más de 800 fallos en el programa que se están solucionando  El Bloque 4 del F-35 comprende más de 50 mejoras urgentes. Anteriormente se ha trabajado en numerosas mejoras, como el software Block 3F, para mejorar la capacidad de combate con sensores mejorados, capacidad de armas con sistema de vuelo completo del avión.

#### Armamento

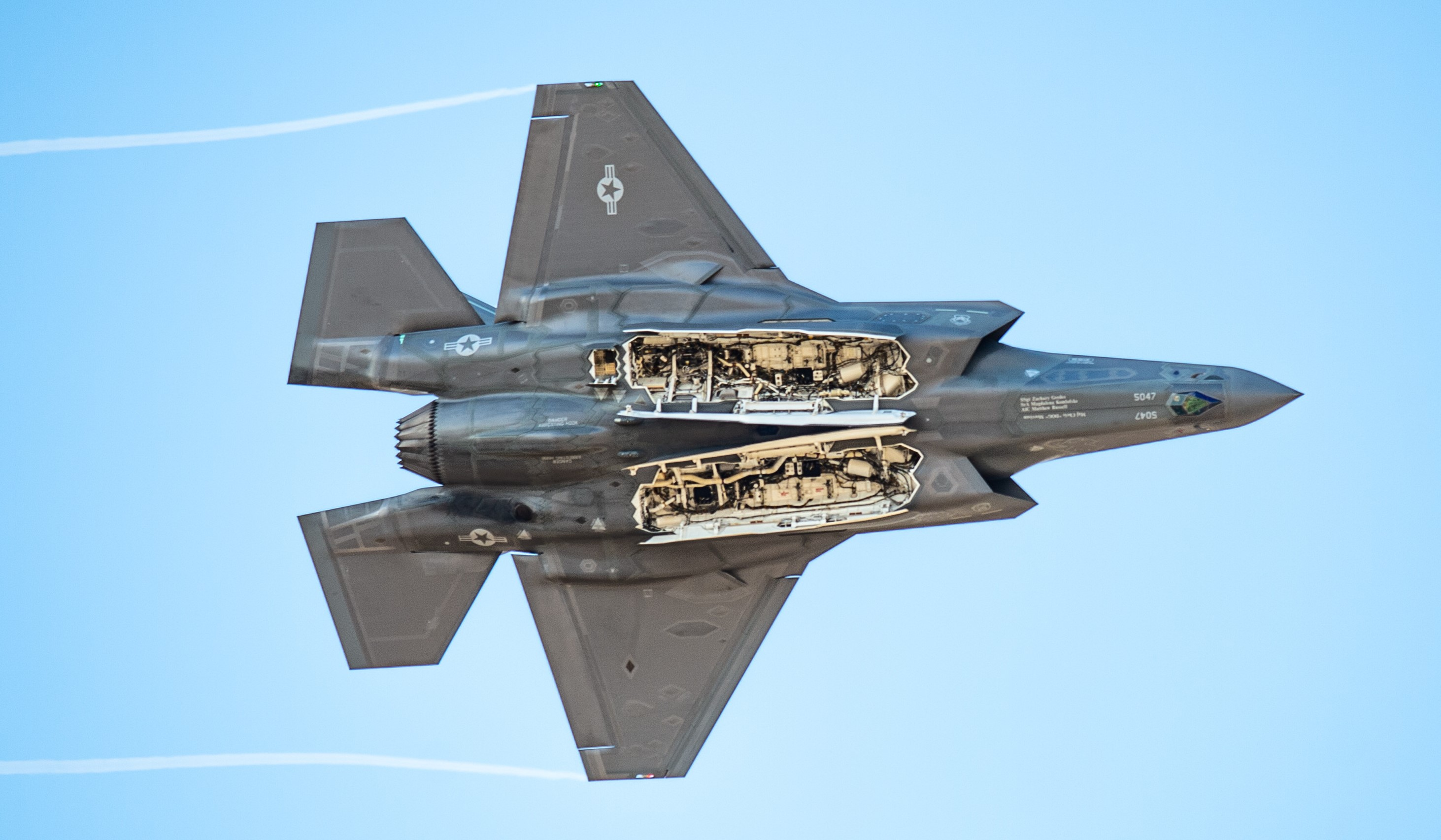
F-35A con las puertas de la bodega de armas abiertas.

El cañón de 25 mm del F-35A tiene una precisión inaceptable para alcanzar objetivos terrestres, mientras que la de la versión F-35C sí es aceptable. {{Cita requerida}}
Aviónica
Se tiene planeado reemplazar el AN/APG-81 del F-35 por un nuevo radar, conocido como AN/APG-85 en los F-35 Block 4. 

### Componentes
Leyenda:  Estados Unidos -  Finlandia -  Israel -  Noruega -  Reino Unido

#### Estructura
| Sistema | País              | Fabricante | Notas |
| ------- | ----------------- | ---------- | ----- |
| Alas    | Bandera de Israel | IAI Lahav  |       |

#### Electrónica

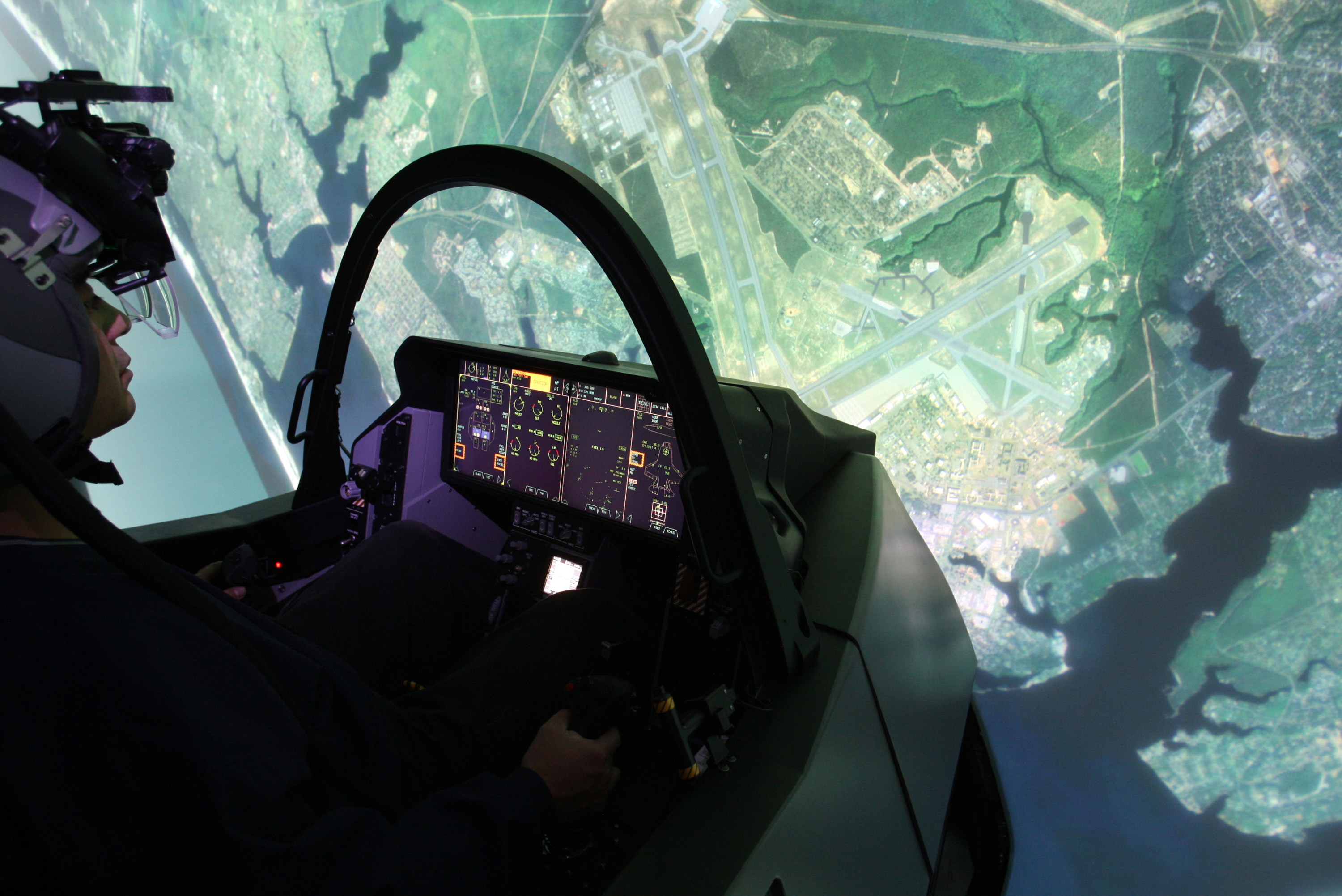
WAD. En el Gripen E, Brasil lo usa, pero Suecia prefiere 3 grandes MFDs.

| Sistema                                 | País                      | Fabricante                | Notas                                               |
| --------------------------------------- | ------------------------- | ------------------------- | --------------------------------------------------- |
| Entorno de desarrollo basado en modelos | Bandera de Estados Unidos | MathWorks                 | MATLAB                                              |
| Lenguajes de programación               |                           |                           | Simulink, Stateflow, C, C++, Ensamblador, Ada, VHDL |
| Sistema operativo de tiempo real        | Bandera de Estados Unidos | Green Hills Software      | INTEGRITY-178B                                      |
| Sistema de control de vuelo             |                           |                           | Bucle completamente cerrado.                        |
| CPUs                                    | Bandera de Estados Unidos | Freescale                 | PowerPC G4                                          |
| FPGAs                                   | Bandera de Estados Unidos | Xilinx                    |                                                     |
| Sensores inteligentes multifunción      | Bandera de Estados Unidos | UTC Aerospace Systems     | SmartProbe                                          |
| Auto-GCAS                               | Bandera de Estados Unidos | AFRL Lockheed Martin NASA | A partir de 2019 (F-35A)                            |
| ACAS                                    |                           |                           | No                                                  |
| Sistema de escape                       | Bandera del Reino Unido   | Martin-Baker              | Asiento eyectable modelo Mk.16                      |

#### Armamento
| Sistema                                                                  | País                                                                  | Fabricante                                         | Notas |
| ------------------------------------------------------------------------ | --------------------------------------------------------------------- | -------------------------------------------------- | --- |
| Cañón (A)                                                                | Bandera de Estados Unidos                                             | General Dynamics                                   | GAU-22/A rotativo de 25 mm |
| Pod de cañón (B, C)                                                      | Bandera de Estados Unidos                                             | General Dynamics                                   | GAU-22/A rotativo de 25 mm |
| Kit de guiado JDAM para bombas de caída libre                            | Bandera de Estados Unidos                                             | Boeing                                             | |
| Kit de guiado láser Paveway II para bombas de caída libre                | Bandera de Estados Unidos                                             | Lockheed Martin Raytheon Texas Instruments         | |
| Kit de guiado láser Paveway III para bombas de caída libre               | Bandera de Estados Unidos                                             | Raytheon Texas Instruments                         | |
| Kit de guiado GPS/láser Enhanced Paveway II para bombas de caída libre   | Bandera de Estados Unidos                                             | Raytheon Lockheed Martin                           | |
| Bomba guiada GPS/INS/láser Paveway IV                                    | Bandera del Reino Unido                                               | Raytheon UK                                        | |
| Bomba guiada GBU-39 Small Diameter Bomb                                  | Bandera de Estados Unidos                                             | Boeing Defense, Space & Security                   | |
| Bomba planeadora furtiva AGM-154 Joint Standoff Weapon                   | Bandera de Estados Unidos                                             | Raytheon                                           | |
| Misil de crucero furtivo aire-superficie y antibuque Joint Stike Missile | Bandera de Estados Unidos · Bandera de Noruega                        | Green Hills Software Kongsberg Defence & Aerospace | Sistema operativo de tiempo real INTEGRITY |
| Misil aire-aire de corto alcance AIM-9X Sidewinder                       | Bandera de Estados Unidos · Bandera de Finlandia · Bandera de Noruega | Raytheon NAMMO                                     | |
| Misil aire-aire de corto alcance AIM-132 ASRAAM                          | Bandera del Reino Unido                                               | MBDA UK                                            | Block 6 ITAR-free |
| Misil aire-aire BVR AIM-120 AMRAAM                                       | Bandera de Estados Unidos · Bandera de Finlandia · Bandera de Noruega | Raytheon NAMMO                                     | |
| Bomba nuclear táctica B-61                                               | Bandera de Estados Unidos                                             | DoE                                                | Prohibida por 73 países. Disponible no solo para Estados Unidos, pero también en algunos otros países de la OTAN que poseen F-16, F-35 o Tornado IDS, bajo control estadounidense |

#### Propulsión
| Sistema                   | País                      | Fabricante      | Notas                                             |
| ------------------------- | ------------------------- | --------------- | ------------------------------------------------- |
| Sonda de repostaje (B, C) | Bandera del Reino Unido   | Cobham          | Empresa británica vendida a Advent International. |
| Motor                     | Bandera de Estados Unidos | Pratt & Whitney | 1 × F135                                          |

## Variantes
Se han diseñado tres variantes diferentes del F-35 para satisfacer las necesidades de sus distintos usuarios:

### F-35A

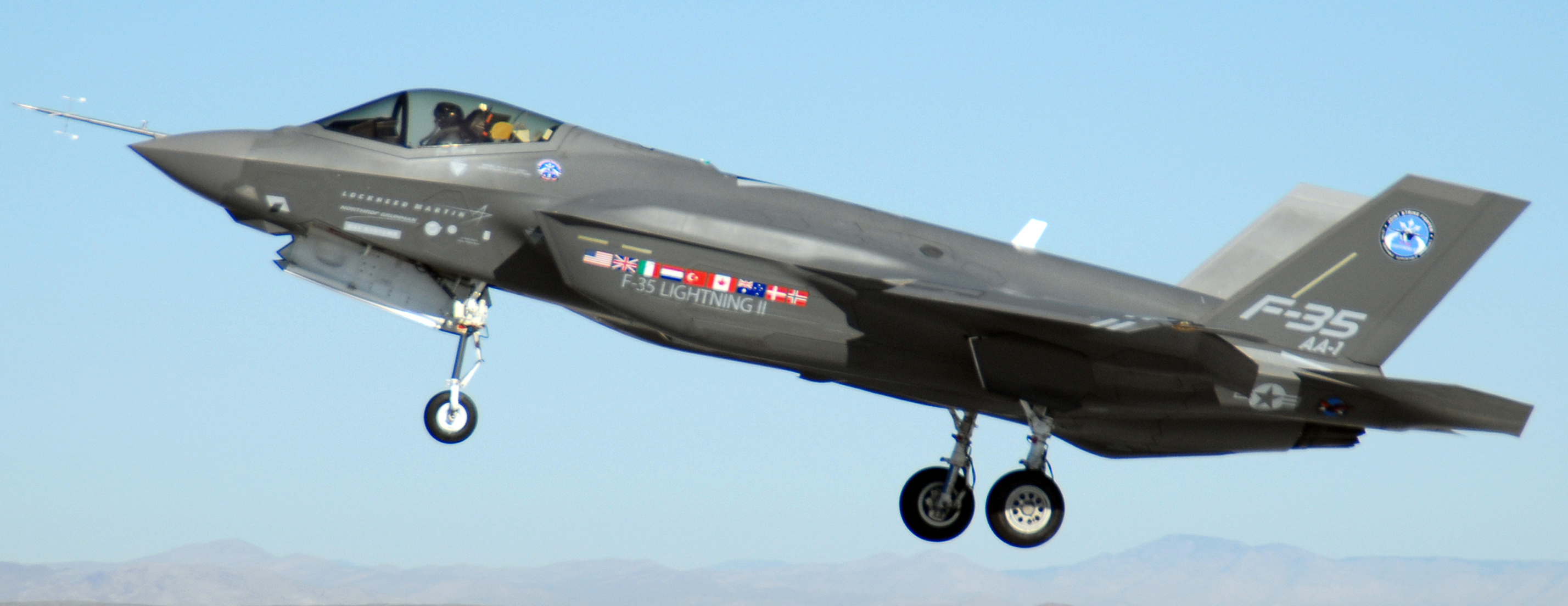
Un F-35 Lightning II, nombrado AA-1, aterrizando en la Base Aérea Edwards el 23 de octubre de 2008.

El F-35A es la variante para despegue y aterrizaje convencionales (CTOL), destinada a la Fuerza Aérea de los Estados Unidos y otras fuerzas aéreas. Es la versión más pequeña y ligera del F-35, y es la única equipada con un cañón interno, el GAU-22/A. Este cañón automático de calibre 25 mm es un desarrollo del GAU-12 Equalizer que equipa el AV-8B Harrier II del Cuerpo de Marines de los Estados Unidos. Está diseñado para incrementar la efectividad contra blancos terrestres, en comparación con el cañón M61 Vulcan de 20 mm que equipan normalmente los cazas estadounidenses. Se espera que el F-35A iguale al caza ligero F-16 en maniobrabilidad, capacidad de sustentación, rendimiento sostenido e instantáneo a grandes aceleraciones, y lo supere en capacidad furtiva, carga útil, alcance, capacidad para transportar más combustible interno, rendimiento en vuelo a media y baja velocidad, aviónica, efectividad operacional, sencillez de mantenimiento y capacidad de supervivencia. Se espera que iguale la aceleración de un F-16 que porte los tanques de combustible externos habituales. También cuenta con un designador láser interno y sensores infrarrojos que cumplen la misma función que el contenedor externo Sniper XR que porta el F-16, pero reduciendo la sección radar equivalente y la resistencia aerodinámica.

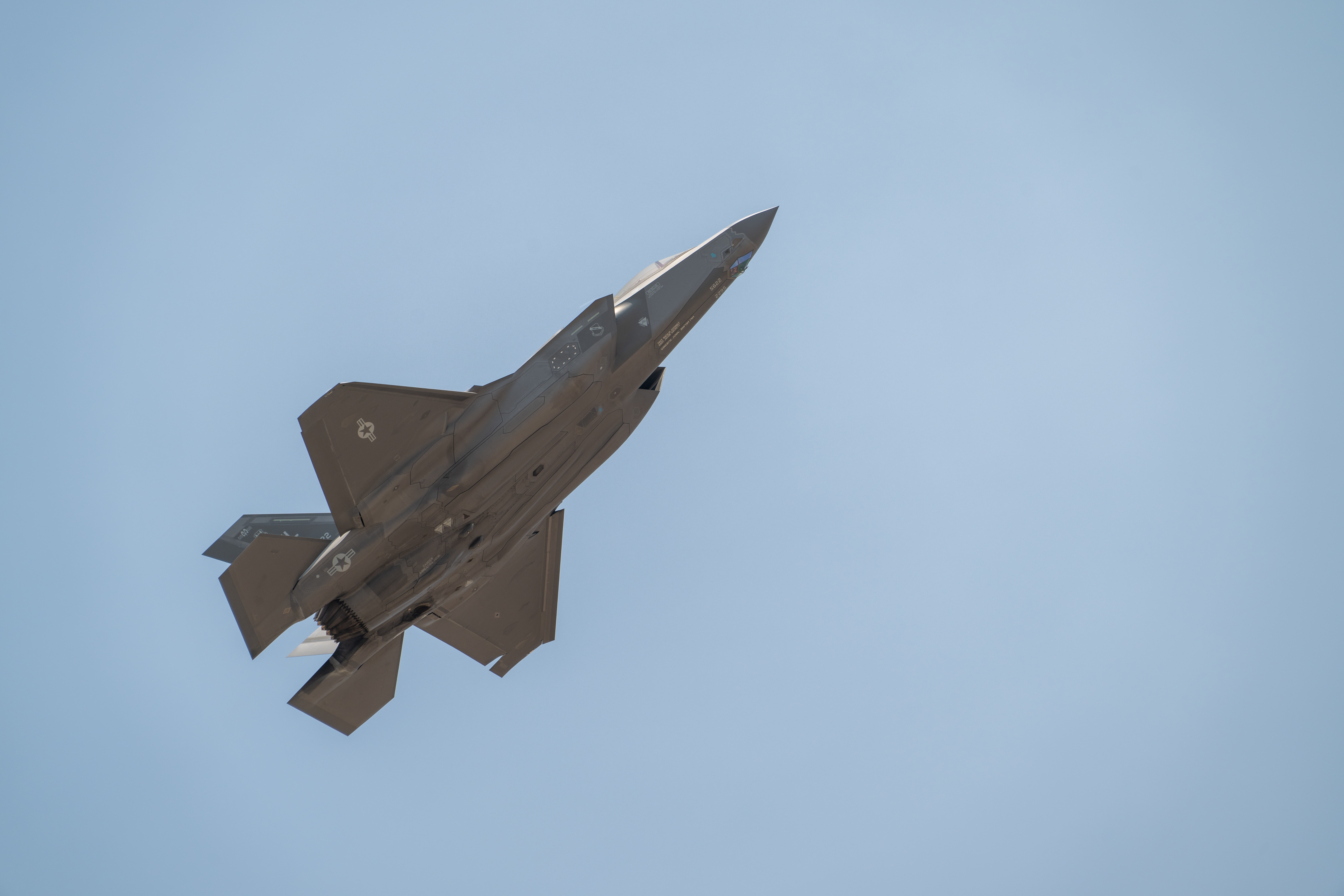
Un F-35 realizando un vuelo de demostración.

Esta variante A está destinada principalmente a reemplazar al F-16 Fighting Falcon de la Fuerza Aérea de los Estados Unidos. Se tiene programado que reemplace al A-10 Thunderbolt II a partir de 2028, pero aun así es posible que se extienda el servicio del A-10 más allá de ese año.

#### F-35I
La versión para la Fuerza Aérea Israelí fue designada como F-35I e incorpora modificaciones específicas desarrolladas para Israel mediante una característica plug-and-play añadida al computador principal, que permitiría el uso de electrónica israelí a modo de complemento. De este modo, Israel puede instalar sus propios contenedores externos de guerra electrónica, así como instalar los misiles aire-aire y bombas guiadas de fabricación israelí en las bodegas de armas del F-35. En julio de 2011, se informó que Estados Unidos había acordado permitir a Israel instalar en un futuro sus propios sistemas de guerra electrónica y sistemas de armas en los F-35I.

#### CF-35
El CF-35 canadiense se diferenciará del F-35A estadounidense por la adición de un paracaídas de frenado y una sonda para reabastecimiento en vuelo del estilo del F-35B/C. Noruega también puede que incluya la opción del paracaídas de frenado en sus F-35, ya que por su situación geográfica y condiciones climáticas, es habitual la presencia de hielo en las pistas de aterrizaje.

### F-35B

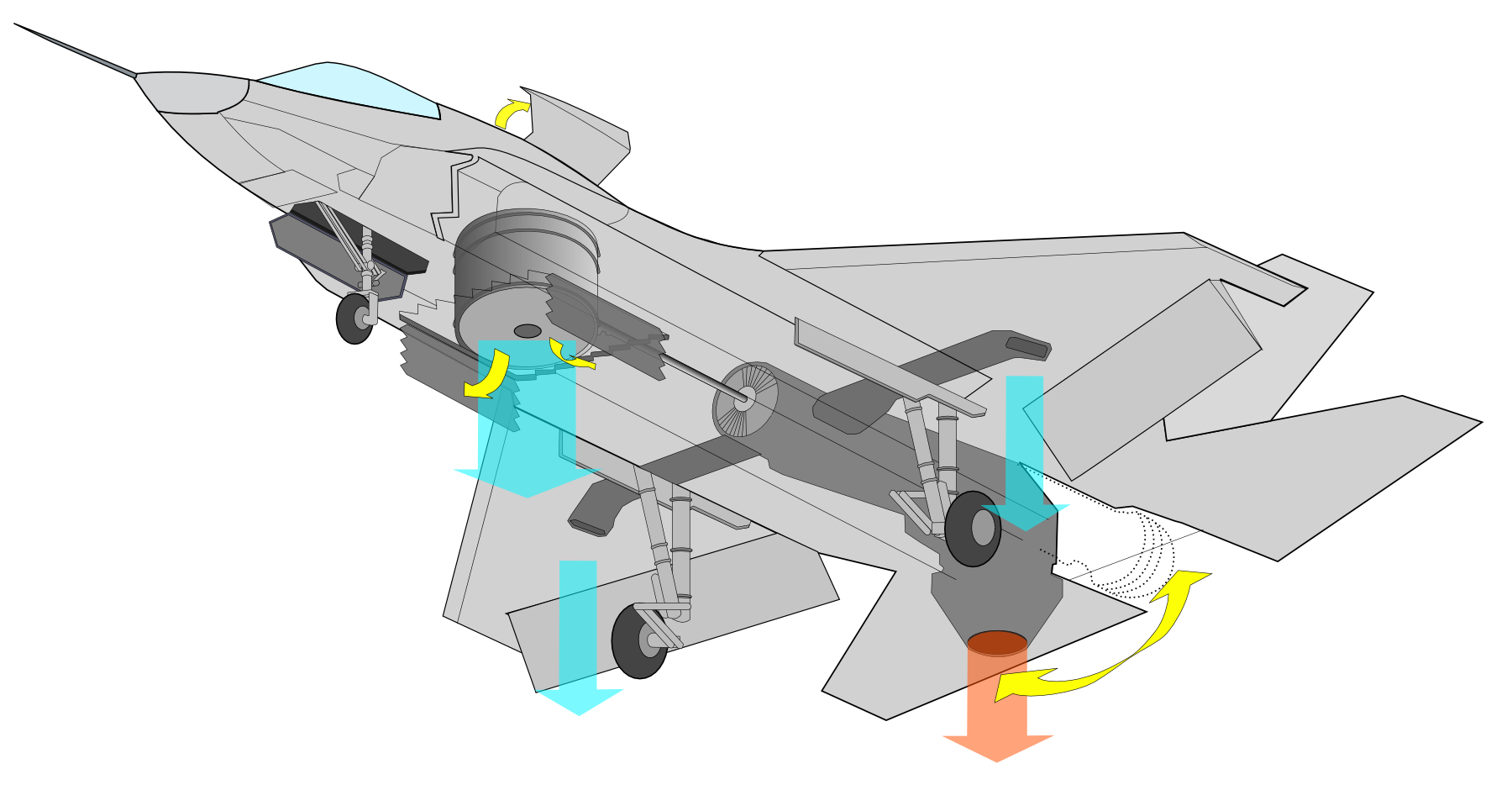
Sistema de turbina para el despegue corto y aterrizaje vertical (STOVL) del F-35B.

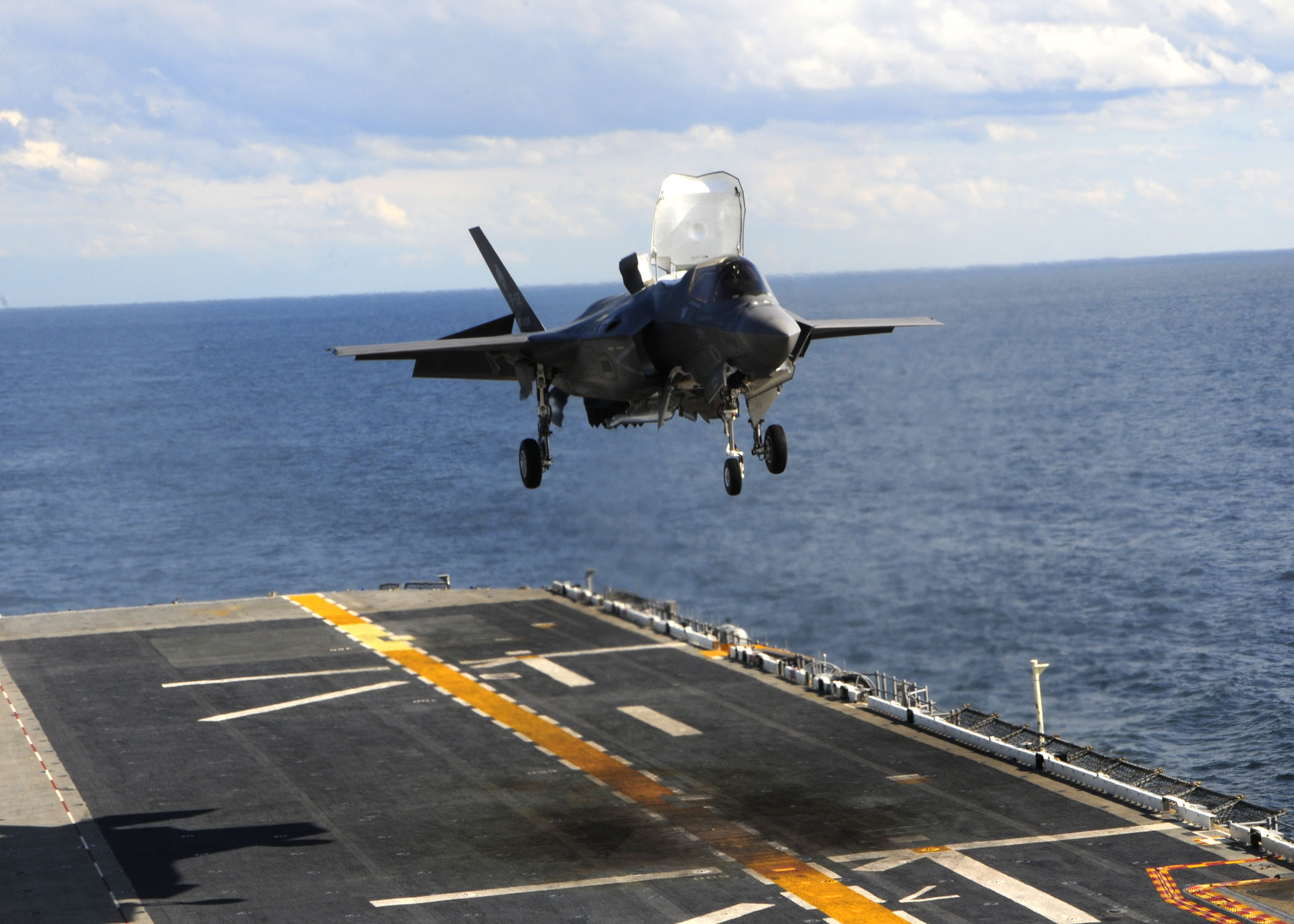
F35B realizando pruebas de apontaje sobre la cubierta del USS Wasp.

El avión STOVL F-35B está diseñado para reemplazar a la segunda generación del Harrier, que fue el primer avión operacional de aterrizaje vertical y despegue corto, cuya participación en la guerra de las Malvinas en 1982, y posteriormente en 1991 y 2003 en Irak, demostró su efectividad en las operaciones de guerra desde portaaviones ligeros, los denominados Harrier carrier por los americanos.

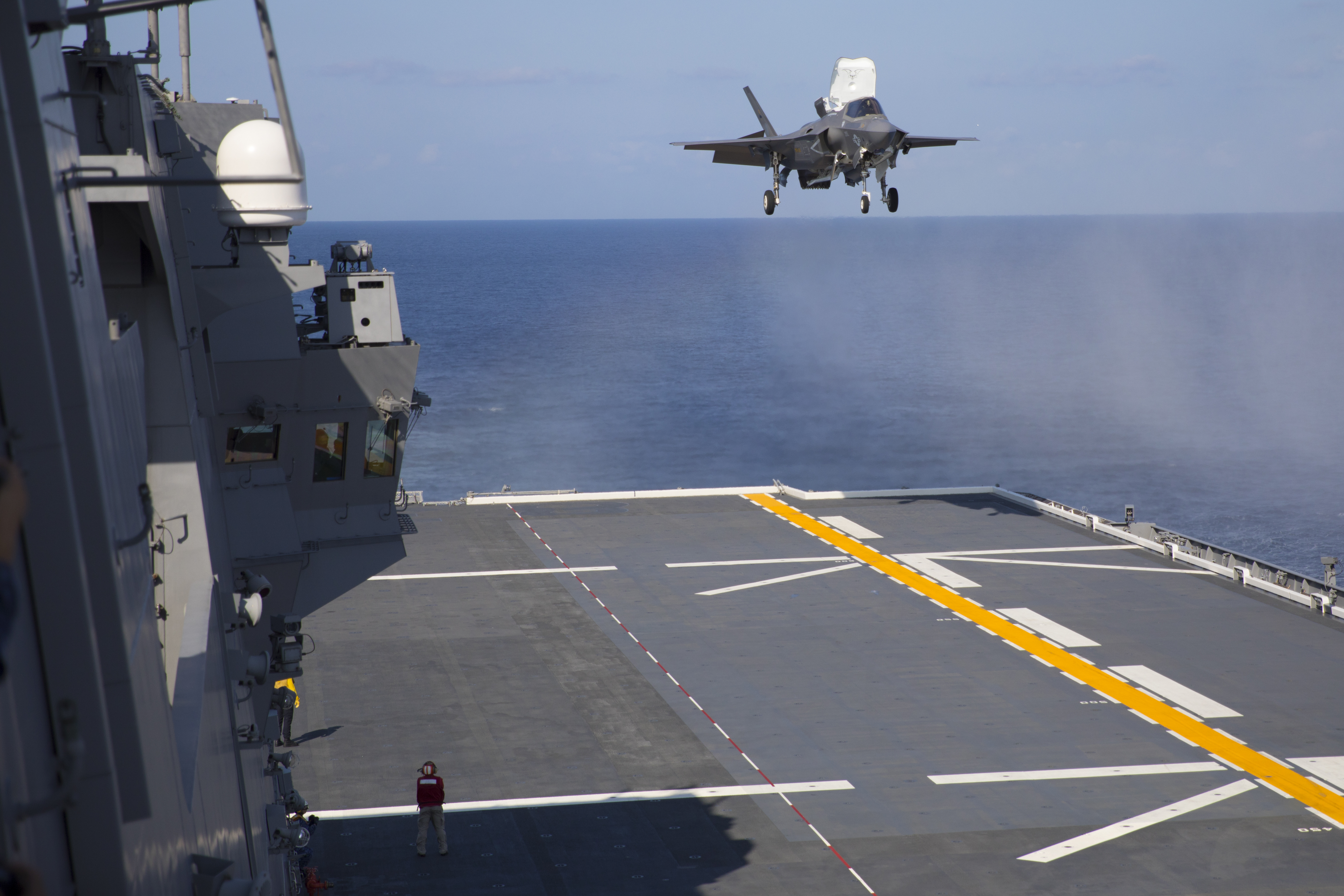
El 3 de octubre de 2021, los primeros F-35B realizaron aterrizajes y despegues desde JS Izumo.

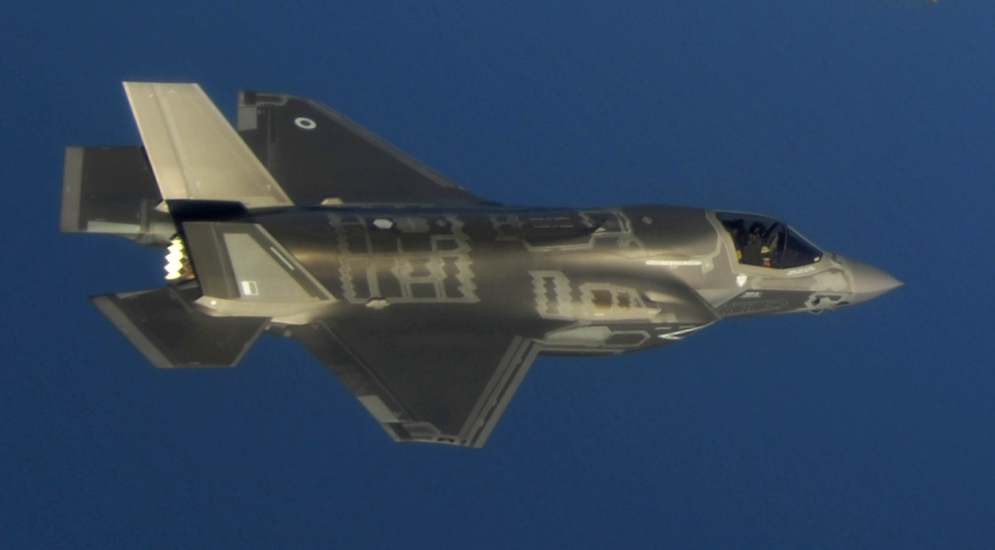
F-35B británico en la Base de la Fuerza Aérea Eglin, mayo de 2014.

La RAF y la Armada Real utilizarán este avión para reemplazar a los Harrier GR.9 en sus nuevos portaaviones, mientras que el Cuerpo de Marines de los Estados Unidos usará los F-35B para sustituir a los AV-8B Harrier II y a los F/A-18 Hornet. 
El F-35B es similar en tamaño al F-35A de la Fuerza Aérea estadounidense, sin embargo carecen del cañón automático, que es opcional y debe ser transportado externamente en un contenedor bajo el fuselaje, ya que su lugar tras la cabina del piloto está ocupado en el F-35B por el impulsor vertical, innovación que fue uno de los factores decisivos en la selección del diseño ganador del programa JSF.
Para el despegue/aterrizaje vertical, el F-35B utiliza un sistema distinto a las toberas giratorias del motor Pegasus de los Harrier. Consiste en una turbina, patentada por Lockheed Martin, desarrollada por Rolls-Royce y muy similar al sistema empleado en el Yakovlev Yak-141, en el que un turbopropulsor incrustado verticalmente en el centro del fuselaje proyecta su chorro de propulsión hacia abajo por medio de dos toberas situadas a cada lado del fuselaje, al mismo tiempo que se abren unas pequeñas compuertas en la parte superior del avión para dejar pasar el aire al motor. Este sistema se complementa con la tobera del motor principal, de empuje vectorial y situada en la cola del avión. La planta motriz del F-35B actúa como un multiplicador del flujo, de manera similar a un turbofán y consiguiendo el mismo efecto que la turbina principal del anterior caza Harrier. Sin embargo, todo este mecanismo adicional es un peso muerto durante el vuelo normal del avión y reduce la capacidad de carga de armas y combustible del avión, así como limita su capacidad de ejecutar maniobras de altas g. Durante el diseño se utilizaron dos estructuras para realizar las pruebas de esta versión: el Lockheed X-35A (que más tarde sería convertido en el X-35B) y el X-35C, de mayor envergadura.
Una de las primeras demostraciones de la capacidad del X-35 fue durante las pruebas de vuelo para la calificación en el programa JSF, en las que el X-35B despegó tras una carrera de menos de 150 metros, alcanzó velocidad supersónica y aterrizó verticalmente. Un logro que el modelo de Boeing no pudo igualar.
El F-35B realizó su primer vuelo el 25 de febrero de 2009 y el 3 de octubre de 2011 comenzó sus pruebas iniciales de toma vertical sobre la cubierta del buque de asalto anfibio, de tipo LHD, USS Wasp.

### F-35C

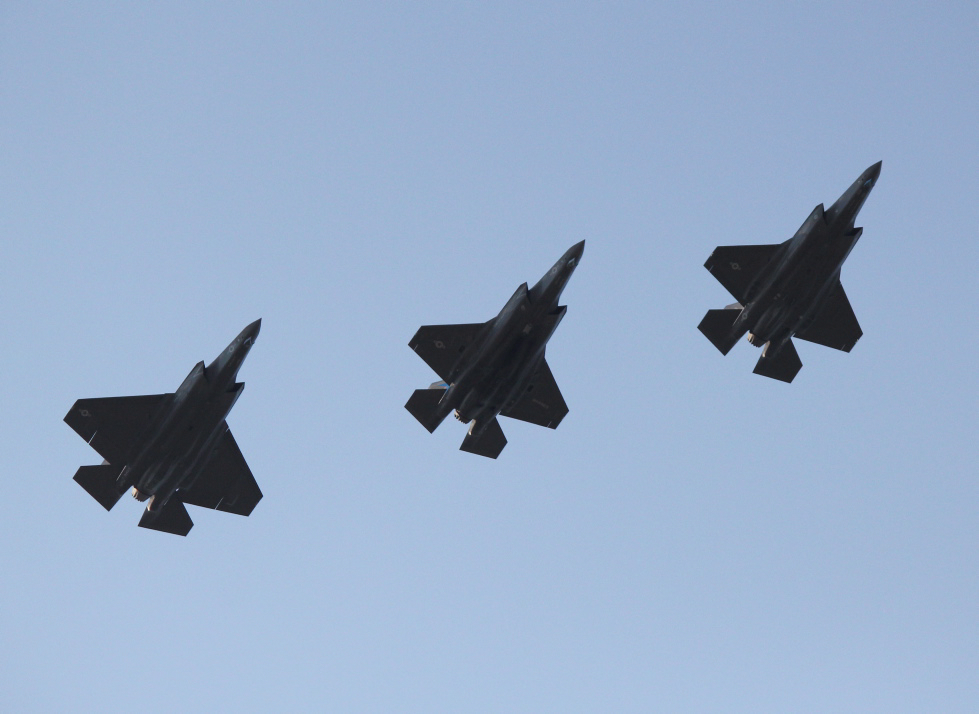
Un F-35C (izquierda) y dos F-35B en formación, nótese el mayor tamaño de las alas del F-35C.

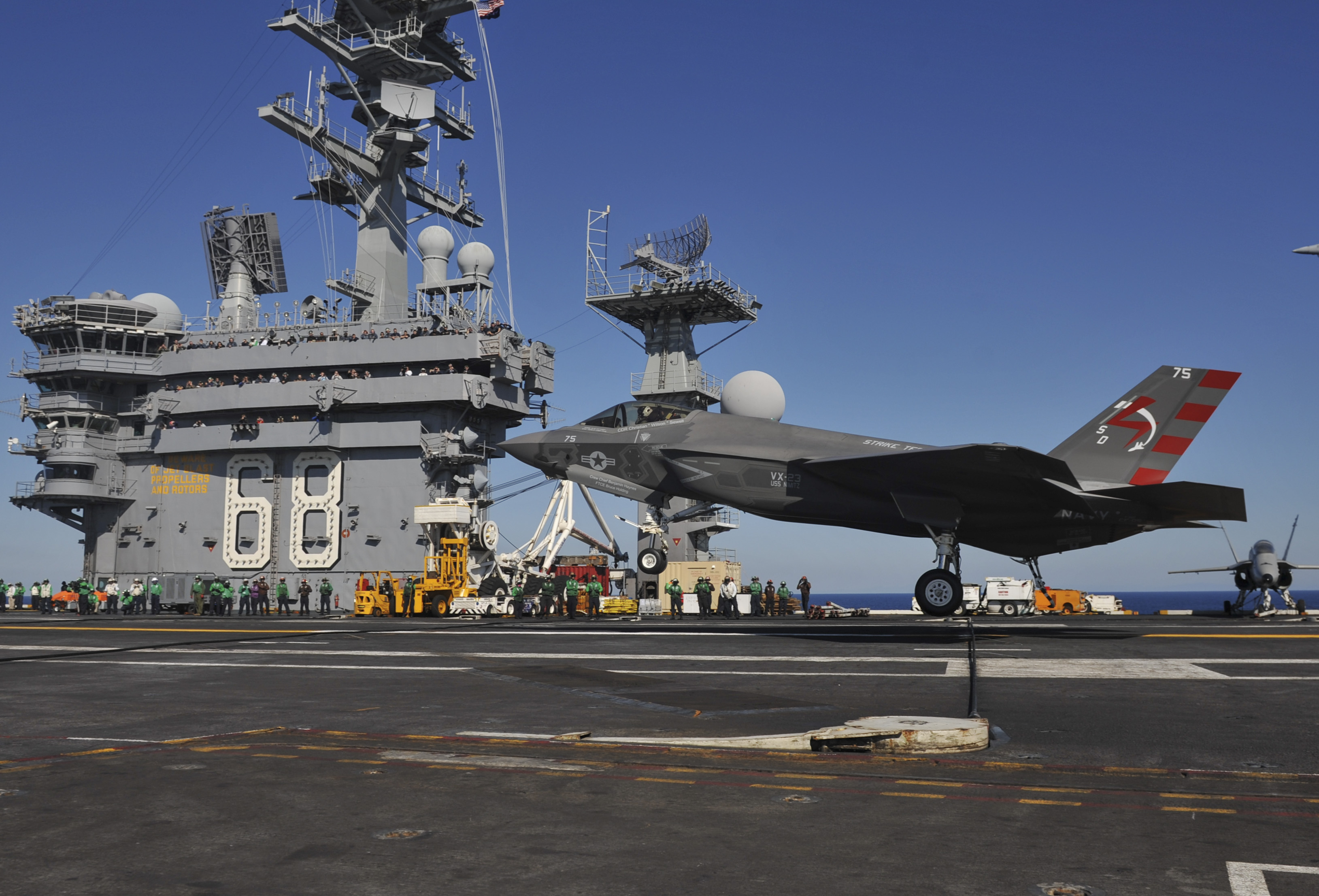
Un F-35C del VX-23 lleva a cabo su primer apontaje a bordo del portaaviones el 3 de noviembre de 2014.

El F-35C es la variante naval, con alas plegables y de mayor tamaño, superficies de control más grandes para mejorar el control a bajas velocidades y un tren de aterrizaje más resistente para resistir los apontajes (aterrizajes) convencionales en portaaviones. Está provisto de un sistema de gancho trasero para atrapar los cables de frenado y unas barras en el tren de aterrizaje delantero para acoplarse a la catapulta de los portaaviones. Este modelo es más grande y pesado al tener mayor superficie alar, la cual mejora el comportamiento de vuelo a media y baja altitud y aumenta la capacidad de carga, doblando además el alcance que tenía la primera versión del F/A-18C Hornet. La Armada estadounidense tiene intención de comprar 480 aviones F-35C para reemplazar a los modelos A, B, C y D del caza F/A-18, que a su vez sustituyeron a los aviones subsónicos de ataque A-7 Corsair y A-6 Intruder, y al caza naval pesado F-14 Tomcat. Complementará a los F/A-18E/F Super Hornet, actualmente en servicio en la Armada de los Estados Unidos.
El Reino Unido estudió adaptar el diseño de sus nuevos portaaviones Clase Queen Elizabeth para poder utilizar el sistema de lanzamiento por catapulta y el sistema de recuperación por cables (CATOBAR) que utilizará el F-35C, no empleado en la Marina Real británica desde la retirada del servicio del portaaviones HMS Ark Royal en 1979. Sin embargo, se tardó mucho en decidir, de modo que cuando se decidió que lo mejor era optar por una disposición CATOBAR, el coste de cambiar el diseño era muy alto, algo en lo que no coincidían RAF y Armada Real, puesto que preferían los F-35A y F-35C. 
La variante F-35C es más económica, tiene mayor alcance y la capacidad de transportar una mayor y más diversa carga útil que el modelo F-35B. La configuración CATOBAR permite también a los socios de Estados Unidos, como el Reino Unido y Francia, operar sus aeronaves desde los portaaviones en misiones conjuntas en diferentes lugares del mundo para apoyar a la OTAN y a sus aliados.

## Operadores

Naciones participantes:
Cliente principal: USA
Socio de nivel 1: GBR
Socios de nivel 2: ITA • NLD
Socios de nivel 3: AUS • CAN • DNK • NOR
Participantes de la cooperativa de seguridad: ISR • SGP
Participantes de Ventas Militares Extranjeras: BEL • FIN • POL • JPN • KOR

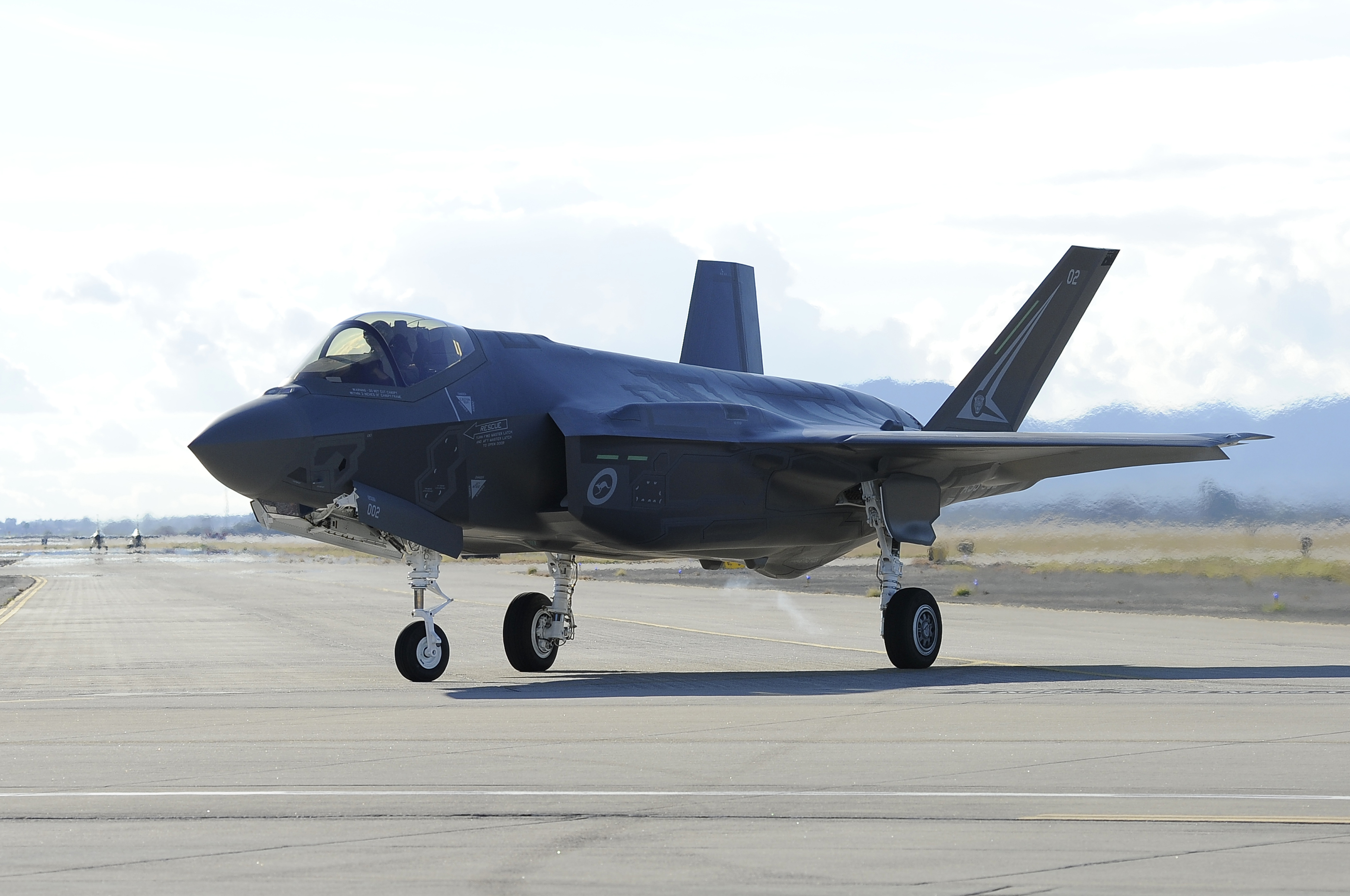
Uno de los primeros F-35A australianos, en diciembre de 2014.

### F-35A
Alemania
- Luftwaffe: 35 encargados.[74]

 Australia

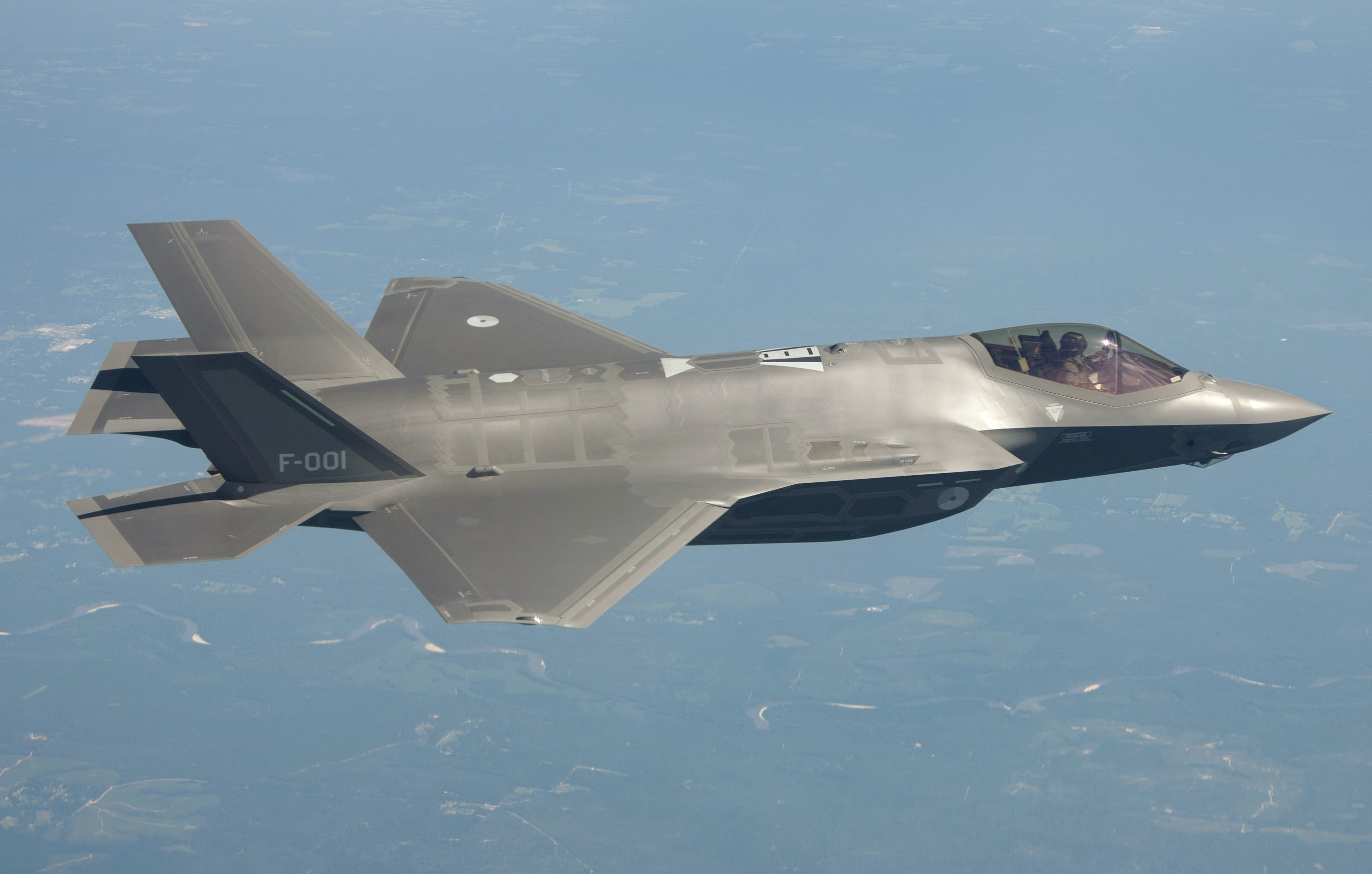
F-35A holandés en julio de 2013.

- Real Fuerza Aérea Australiana: 72 encargados y otros 28 previstos.[75][76]

 Bélgica
- Componente Aéreo del Ejército Belga: 34 previstos.[77] Entrega de los ocho primeros aviones prevista para 2024,[78] con llegada a territorio belga para 2025.

 Corea del Sur
- Fuerza Aérea de la República de Corea: 40 previstos.[79]

 Dinamarca
- Real Fuerza Aérea de Dinamarca: 27 previstos. La entrega del primero estaba programada para 2021.[80]

 Estados Unidos
- Fuerza Aérea de los Estados Unidos: 187 en servicio.[81] 1763 planeados.[82]

 Finlandia
- 64 aviones encargados, a un coste de 8378 millones de euros. La entrada en servicio estaba prevista para 2025.[83]

 Israel
- Fuerza Aérea Israelí: 23 en servicio, y otros 75 encargados (42 inicialmente previstos).[84] Primer país en emplear oficialmente en combate el F-35.

 Italia
- Aeronautica Militare: Italia ha dado preferencia al proyecto F-35 frente al desarrollo del Eurofighter Typhoon, en el que también participa. El primer F-35A se entregó el 3 de diciembre de 2015. 9 aviones ya entregados y en uso para entrenamiento a sus tripulaciones,[85] y otros 59 encargados, cuyas entregas se harían escalonadamente hasta el año 2020.[86] Los contratos serán mantenidos, igual que sus cantidades acordadas dado lo fuerte de las penalizaciones.[87] El requisito inicial de 90 aeronaves se ha reducido a 60 F-35A para la Fuerza Aérea Italiana.

 Japón
- Fuerza Aérea de Autodefensa de Japón: 15 recibidos, de un pedido inicial de 42 F-35A. En una compra adicional posterior, se encargaron 63 F-35A y 42 F-35B, estos últimos ya podrían operar desde bases avanzadas y buques. Inicialmente, Japón iba a producir localmente el avión, pero parece que no será así, ya que encarecería los costes.[88]

 Noruega
- Real Fuerza Aérea Noruega: 10 operativas, de 52 unidades encargadas.[89]

 Países Bajos
- Real Fuerza Aérea de los Países Bajos: 8 aviones entregados y usados para pruebas y 35 encargados.[90]

 Polonia
- Fuerza Aérea de Polonia: 32 aparatos, a ser adquiridos por un importe cercano a los US$ 7000 millones, ya aprobados por el gobierno estadounidense.[91] El F-35 debería entrar en servicio en 2024.

 Grecia
- 20 F-35A que estaban destinados a Turquía.

### Retirados del programa por Estados Unidos
Turquía
- Fuerza Aérea Turca: 6 inicialmente despachados, todos ellos en territorio estadounidense, más sus tripulaciones, de 100 aparatos previstos.[92] Dada la negativa turca a la adquisición de los sistemas Patriot, y, en vez de los citados, la compra del sistema ruso S-400 Triumf, Estados Unidos retira de inmediato a Turquía del programa de construcción y suministro de partes para el aparato,[93] cerrando el acceso a los productores turcos del programa.[94]

### F-35B
Estados Unidos
- Cuerpo de Marines de los Estados Unidos: 340 previstos[95][96][97]

 Italia
- Aeronautica Militare: 15 previstos, para misiones expedicionarias en el extranjero.[98]
- Marina Militare: 15 previstos para reemplazar a los AV-8B+.[99]

 Japón
- Japan Air Self Defense Force: 42 previstos.[cita requerida]

 Reino Unido
- Marina Real Británica y Real Fuerza Aérea Británica: 14 entregados y utilizados para pruebas,[100] estando previsto la compra de otros 48 aviones más antes del año 2023.[101]

 Corea del Sur
- Armada de la República de Corea: 20 previstos, y está previsto contar con al menos 12 operativos embarcados en el nuevo portaeronaves LPX-II.[79]

 Singapur
- Fuerza Aérea de Singapur: 4 encargados + opción sobre 8.[102]

### F-35C
Estados Unidos
- Cuerpo de Marines de los Estados Unidos: 80 previstos.[81]
- Armada de los Estados Unidos:  260 previstos.[81]

### Operadores potenciales
Chile
Chile ha iniciado negociaciones formales con Lockheed Martin con interés en la variante F-35A Lightning II, como parte de su plan de modernización de la Fuerza Aérea de Chile. Esta iniciativa contempla la baja de los aviones F-5 Tiger III y de al menos 10 unidades del F-16 MLU. El período estimado para la eventual adquisición se sitúa entre los años 2027 y 2030. Lockheed Martin ha manifestado su disposición a colaborar estrechamente con las autoridades chilenas si el país decide avanzar con la incorporación del F-35A a su flota de combate. Entre los modelos en consideración figuran el Saab JAS 39 Gripen E/F, el Lockheed Martin F-35A Lightning II y el Eurofighter Typhoon Tranche 3.
 EAU
- Emiratos ha estado estudiando la posibilidad de comprar aviones F-35A. El interés por este modelo se expresó ya en 2009 en el Dubai Air Show, y la USAF abrió formalmente la negociación con Emiratos en 2017. Después de que en 2020 firmara el acuerdo de normalización de relaciones con Israel, se esperaba que Estados Unidos aprobase la venta, a la espera de conocer la posición israelí. En las negociaciones que tuvieron lugar ese año se barajaba un acuerdo de venta por 23 mil millones de dólares de 50 aviones y armamento adicional.[104] Sin embargo, en diciembre de 2021 fueron suspendidas las negociaciones por las fricciones surgidas entre el gobierno emiratí y la recién formada Administración Biden, a raíz de la preocupación de este último por una posible transmisión de información privilegiada a China a través de la tecnología Huawei 5G.[104] Por su parte, el gobierno emiratí ha rechazado cualquier limitación o restricciones tecnológicas en los aviones adquiridos.

 España
- A fecha del 22 de agosto de 2022, según los medios, España está considerando la adquisición de 80 cazas F-35, habiendo solicitado información oficialmente.[105][106] Las Fuerzas Armadas Españolas desmintieron estos números como un rumor absurdo (la publicación original dijo basarse en una fuente oficial del vendedor).[107] Por su parte, el Ministerio de Defensa dijo que no hay planes de entrar en el proyecto F-35, ya que España está plenamente comprometida con los proyectos europeos Typhoon y del caza de sexta generación FCAS. Una noticia publicada en El PAÍS el 22 de agosto de 2022 dice que el Ejército del Aire apuesta ahora por el avión F-35A en vez de por el Eurofighter, el coste del programa sería de unos 10 000 millones de euros para sustituir a los 80 F-18. Los retrasos del programa NGWS/FCAS (Sistema de Armas de Nueva Generación o Futuro Sistema Aéreo de Combate, por sus siglas en inglés), en el que España está embarcada junto con Francia y Alemania, e incluso la incertidumbre sobre su viabilidad, obligan a buscar una alternativa para la sustitución de los cazas F-18 españoles, prevista para la segunda mitad de esta década, según mandos militares. Los responsables del Ejército del Aire no albergan dudas sobre sus preferencias; el F-35, un avión de quinta generación fabricado por Lockheed Martin, para la Armada, el único sustituto para los Harrier II de los que se dispone es el F-35B de despegue y aterrizaje vertical.[108] Se había reservado una partida en los presupuestos del año 2023 para un avión de combate que todo indica que será el F-35B (por falta de otras alternativas viables).[109][110][111]

 Rumania
- Rumania está entre los países a los que Estados Unidos daría su aprobación para que compraran el avión.[112]

 República de China
- La Fuerza Aérea de Taiwán ha reiterado en varias ocasiones su interés en comprar un gran número de F-35B Lightning II.[113] Se dotaría así con un caza moderno con el que intentar mantener el equilibrio con China y reduciría su vulnerabilidad, al poder operar el F-35B fuera de las bases aéreas convencionales.[114][115] Sin embargo, el alto coste y las dificultades a las que se enfrentarían ante un posible ataque chino hacen poco aconsejable y creíble que Taiwán llegue a comprar estos aviones. Estados Unidos se ha negado a venderlos, aconsejando potenciar la defensa aérea y comprar aviones F-16V que refuercen el programa de modernización de los F-16A.[115]

 India
- Por las mismas razones que Japón y la falta de opciones, India es otro más de los países que pueden finalmente decidirse a comprar aviones F-35B.[116][117][118] El alto coste es el principal problema, unido a las políticas de compras y resistencia de estamentos militares a comprar armamento a Estados Unidos.

## Accidentes

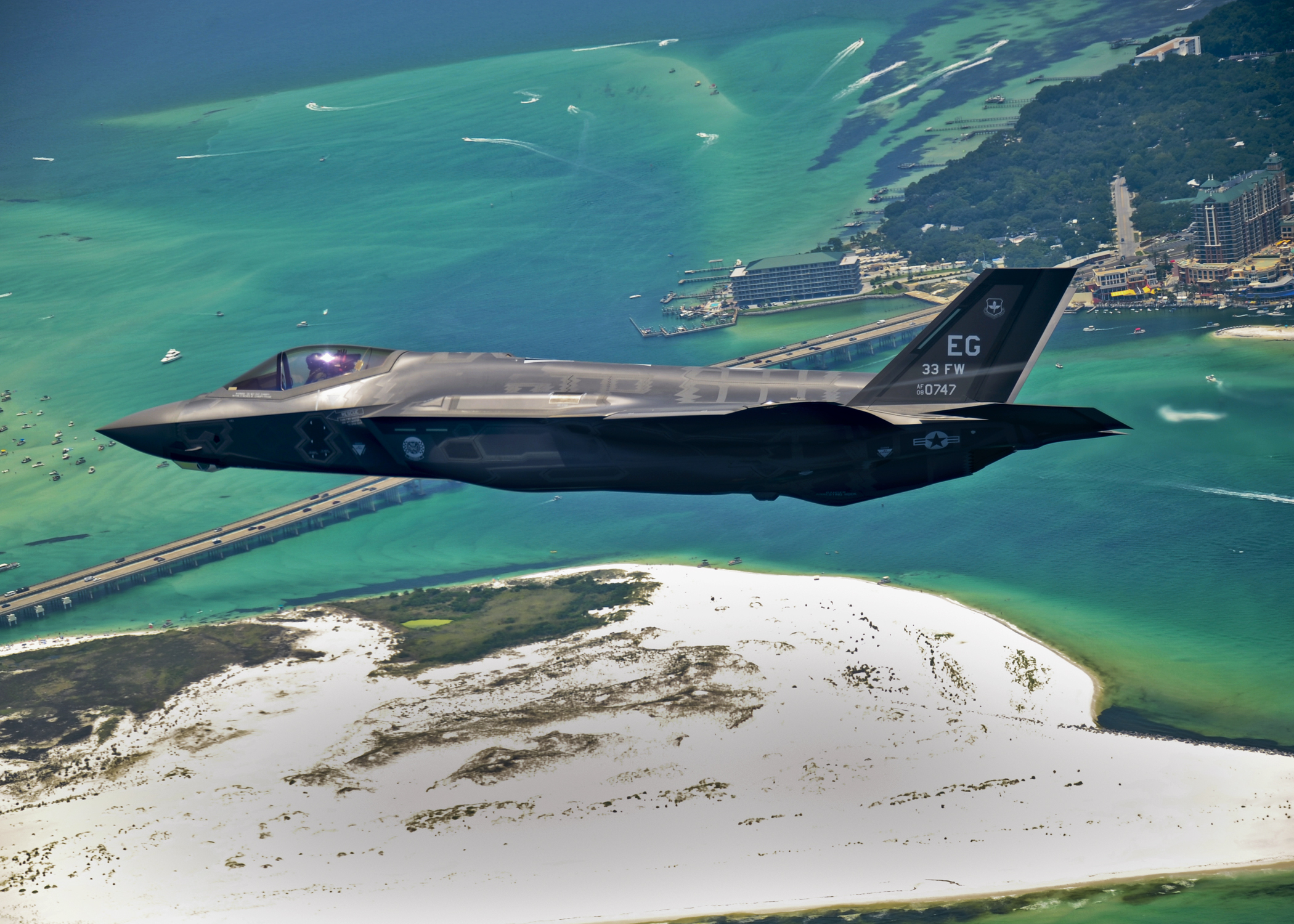
El primer F-35 de la USAF entregado en su vuelo de entrega a Eglin AFB, julio de 2011.

En septiembre de 2018, un F-35B se estrelló cerca de la Estación Aeronaval de Beaufort, en Carolina del Sur, debido a un problema con el depósito de combustible. El piloto pudo eyectarse antes de que el aparato se estrellase.
En abril de 2019, un F-35 japonés se estrelló contra el Océano Pacífico durante una misión de entrenamiento nocturno, probablemente debido a la «desorientación espacial» de su piloto. Según el Ministerio de Defensa de Japón, el piloto se estaba comunicando con calma con los controladores de tierra hasta unos segundos antes del accidente, y se cree que perdió el rumbo durante el descenso a alta velocidad y ni siquiera era consciente de ello. Sus restos fueron encontrados meses más tarde, junto con partes de la aeronave. A raíz del accidente, en el Parlamento japonés emergió otra posible razón de lo ocurrido: el problemático sistema de abastecimiento con oxígeno que falló en múltiples ocasiones.
El día 19 de mayo de 2020 se estrellaba un caza F-35A Lightning II, con sede en la base de Eglin (California).
El día 17 de noviembre de 2021, un F-35B Lightning II de la Real Fuerza Aérea británica, que operaba desde el HMS Queen Elizabeth, se estrelló en el Mar Mediterráneo al intentar despegar.
El 4 de enero de 2022, un F-35B surcoreano tuvo que aterrizar de emergencia sin el tren de aterrizaje.
El 24 de enero de 2022, un F-35C de la Armada estadounidense se estrelló contra el mar del Sur de China cuando intentaba aterrizar en el portaaviones USS Carl Vinson. El 2 de marzo de 2022, el avión fue rescatado a una profundidad de 3780 m, con la ayuda de un vehículo sumergible operado remotamente (ROV) y un barco especializado.
El 19 de octubre de 2022 se estrella un F-35A en Utah, cerca de la base de la fuerza aérea de Hill.
El 15 de diciembre de 2022, un F-35B se estrelló después de un intento de aterrizar verticalmente en la Base Aeronaval de Forth-Worth en Texas; el piloto se eyectó del avión sin sufrir heridas. La aeronave se encontraba realizando un vuelo de pruebas cuando se accidentó, y no había sido entregado por Lockheed Martin a ningún cliente militar.
El 17 de septiembre de 2023, un F-35B se estrelló después de que el piloto se eyectara mientras sobrevolaba North Charleston en Carolina del Sur. Los restos del avión se encontraron el 18 de septiembre, 30 horas después de que ocurriera el accidente.
El 28 de mayo de 2024, un F-35B se estrelló poco tiempo después de despegar de la Base de Kirtland de la Fuerza Aérea en Albuquerque, Nuevo México.

## Apariciones notable en la cultura popular
- La primera aparición de un F-35B en el cine fue en la película Live Free or Die Hard (Duro de matar 4.0 en Hispanoamérica y La Jungla 4.0 en España), protagonizada por Bruce Willis en 2007. En la película se usó una combinación entre un modelo a escala real y animación CGI para representar de forma dramatizada su capacidad de vuelo estacionario.[133]
- También ha aparecido en la película Linterna Verde, en la que el protagonista aparece pilotando uno de los 2 aviones de combate empleados, en un combate aéreo simulado contra un avión no tripulado ficticio.
- En The Avengers, donde las variantes F-35B y F-35C se presentan como el avión estándar del Helicarrier de S.H.I.E.L.D., un F-35B en modo estacionario ataca sin éxito a Hulk, siendo finalmente destruido por este. Un F-35C es destruido por Nick Fury con un lanzacohetes mientras está despegando del Helicarrier, mientras otro F-35C despega e instantes después lanza un misil nuclear táctico sobre Nueva York.
- En Battlefield 3, en el DLC Back to Karkand, aparece como un vehículo jugable, y en la siguiente entrega (Batlefield 4), aparece como el principal caza a reacción del USMC. Así mismo, aparece en el videojuego Battlefield 2042.[cita requerida]
- También aparece en el videojuego Ace Combat 7: Skies Unknown como un vehículo jugable.[cita requerida]
- El F-35 aparece en varias otras películas, como se puede apreciar en la saga de Transformers.
- También aparece en las tres películas de Godzilla (Godzilla, Godzilla: King of the Monsters, Godzilla vs. Kong).
- Así mismo sale en la película Man of Steel, como escoltas de un carguero C-17 que usan para atacar la maquinaria de terraformar de los kriptonianos.
- Aparecen en la película Terminator: Dark Fate.
- Estos cazas hacen aparición en la película Trol, cuando hacen una misión de reconocimiento y otra de ataque.
- Los F-35 son vistos en la película Hunter Killer.
- El F-35 es un caza que se puede usar en el videojuego Heatseeker.

## Galería
- Demostración en vuelo del X-35.
- Prueba de disparo del cañón del F-35.
- Aterrizaje vertical.

## Especificaciones (F-35A)
Referencia datos: Lockheed Martin, F-35 Program brief, F-35 JSF Statistics

### Características generales
- Tripulación: Uno (piloto)
- Longitud: 15,7 m (51,4 ft)
- Envergadura: 10,7 m (35,1 ft)
- Altura: 4,3 m (14,2 ft)
- Superficie alar: 42,7 m² (459,6 ft²)
- Peso vacío: 13 300 kg (29 313,2 lb)
- Peso cargado: 22 470 kg (49 523,9 lb)
- Peso máximo al despegue: 31 800 kg (70 087,2 lb)
- Longitud de pista necesaria: 2,5 km
- Planta motriz: 1× turbofán con postquemador Pratt & Whitney F135.
  - Empuje normal: 125 kN (12 746 kgf; 28 101 lbf) de empuje.
  - Empuje con postquemador: 191 kN (19 476 kgf; 42 939 lbf) de empuje.
- Capacidad interna de combustible: 8 382 kg

### Rendimiento
- Velocidad máxima operativa (Vno): 2250 km/h (1398 MPH; 1215 kt) (Mach 1,8)
- Alcance: 2220 km (1199 nmi; 1379 mi) con combustible interno
- Radio de acción: 1090 km con combustible interno
- Techo de vuelo: 18 288 m (60 000 ft) (60 000 ft)[139]
- Carga alar: 446 kg/m² (91,3 lb/ft²)
- Empuje/peso: 0,87
- Límite de fuerzas g soportadas: 9

### Armamento
- Cañones: 

  - 1x cañón rotativo de 4 cañones General Dynamics GAU-22/A Equalizer de 25 mm, montado internamente, con 180 proyectiles
- Puntos de anclaje: 6 pilones subalares con capacidad para 6800 kg y 2 bodegas internas con cuatro pilones (+2 gracias al accesorio sidekick), cada una con una capacidad total de 8100 kg para cargar una combinación de:  
  - Bombas: 

    - Bombas guiadas:
      - Bombas guiadas por láser de la serie Paveway
      - Bombas guiadas por satélite de la serie JDAM
      - GBU-39 Small Diameter Bomb

    - Bomba nuclear B61 (en certificación)

  - Misiles: 

    - Misiles aire-aire:
      - De corto alcance: AIM-132 ASRAAM, AIM-9X Sidewinder
      - De medio/largo alcance: AIM-120 AMRAAM, MBDA Meteor (siendo integrado)

    - Misiles aire-superficie:
      - Misiles de crucero: AGM-154 JSOW, AGM-158 JASSM (pendiente de ser integrado) y SOM-J (Turquía, pendiente de ser integrado)
      - Misil antibuque JSM
      - Los futuros misiles aire-tierra: JAGM y SPEAR 3

### Aviónica
- Radar AESA Northrop Grumman Electronic Systems AN/APG-81
- Sistema de aviso de aproximación de misiles Northrop Grumman Electronic Systems AN/AAQ-37 Distributed Aperture System (DAS)
- Sistema de guerra electrónica BAE Systems AN/ASQ-239 (Barracuda)
- Sistema de comunicaciones Harris Corporation Multifunction Advanced Data Link (MADL)

## Aeronaves relacionadas

### Desarrollos relacionados
- Lockheed Martin X-35

### Aeronaves similares
- Chengdu J-20
- Shenyang J-35
- / KAI KF-21 Boramae

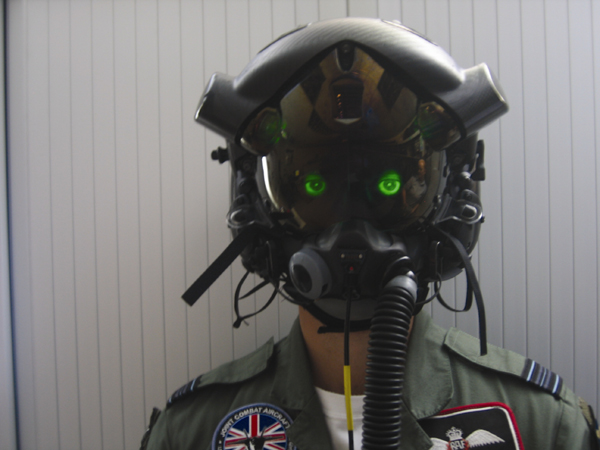
Casco que integra pantallas de información, empleado por los pilotos del F-35.

- Lockheed Martin F-22 Raptor
- HAL AMCA
- Sukhoi Su-57
- Sukhoi Su-75

### Secuencias de designación
- Secuencia F-_ (Cazas estadounidenses, 1962-presente): ← F-21 - F-22 (YF-22/FB-22) - F-23 - F-35 (F-35I/X-35) - F-47 - F-117
- Secuencia de designación de aeronaves de las Fuerzas Armadas Italianas: ← Q-26 - C-27 - Q-27 - F-35 - C-42/P-42 - H-47 - C-50 →